# Планеризм

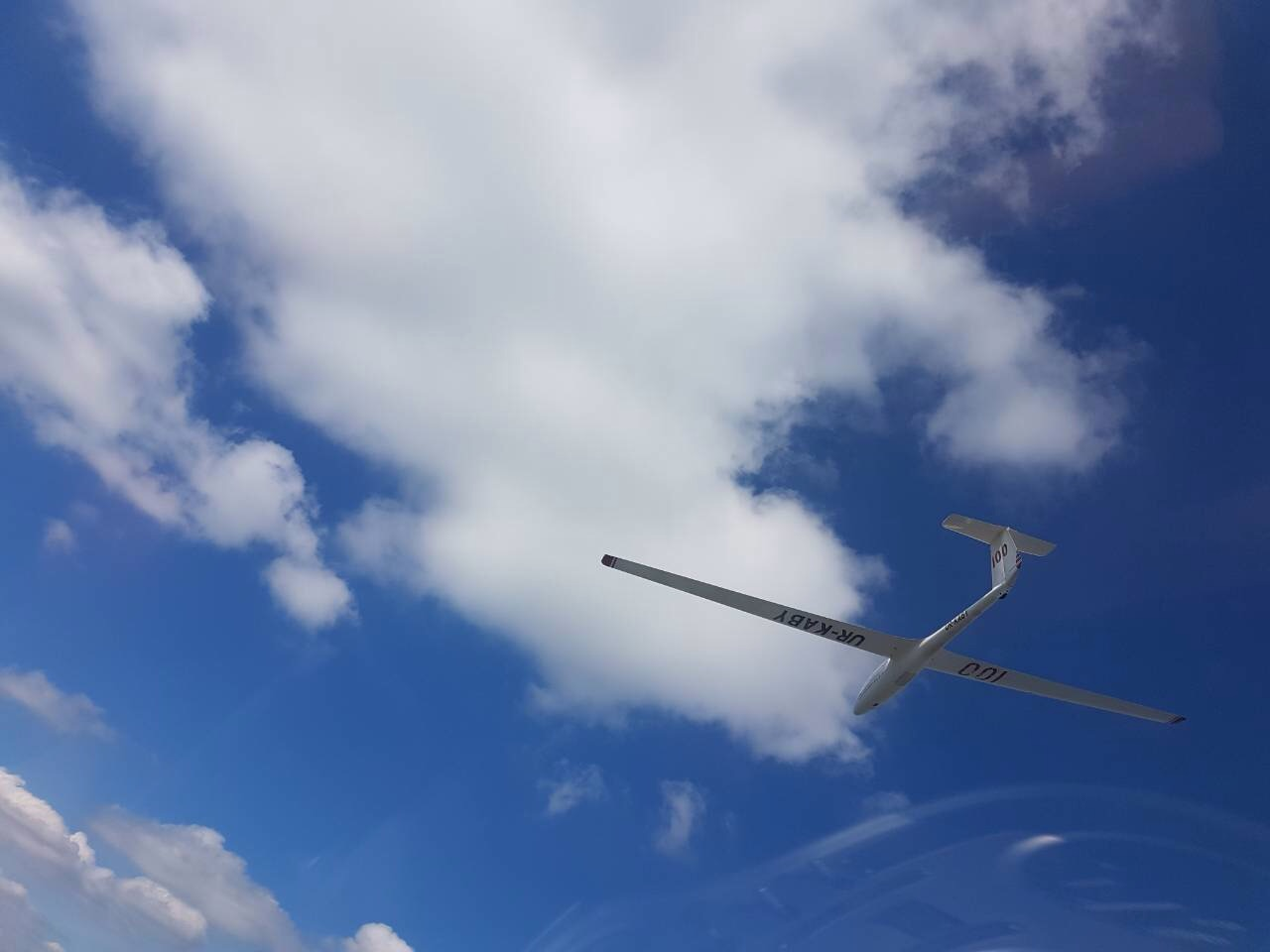
Планер Jantar Standard

Планеризм, або Планерний спорт — це вид спорту або активного відпочинку, в якому польоти здійснюються на апаратах важче повітря без використання енергії мотора.
Історично польоти на планерах були першою вдалою спробою людини піднятися в повітря не на повітряних кулях. Одним з перших більш-менш опрацьованих проектів планеру була конструкція, яку запропонував Джордж Кейлі у 1850-х.
Як спорт, планеризм отримав початок у 1920-х роках, у різних країнах світу.

## Рекорди
На грудень 2018 року рекорд висоти польоту планера становить 22646 метрів (щоправда, на момент написання статті рекорд ще не затверджено, він знаходиться на розгляді FAI). Рекорд встановлено на планері Perlan пілотом James M. Payne.

## Загальні принципи польоту планера

### Чому літає планер
Планер — це безмоторний літальний апарат, який для підтримання та набору висоти використовує вертикальні потоки повітря. Для того, щоб планер тривалий час міг знаходитися в польоті, планерист (пілот планера) повинен знаходити висхідні повітряні потоки та набирати висоту в них. Висхідні потоки, в свою чергу, бувають різних видів (залежно від причин та умов їх формування), що обумовлює стратегію та тактику пошуку таких потоків та техніку польоту в них:
- термічні потоки (терміки);
- потоки обтікання;
- хвильові потоки;
- вихори.

## Історія планеризму
Історія планеризму плутається з історією авіації, оскільки перші люди, які літали на літальному апараті важчому, ніж повітря, робили це на планерах. Серед них Джорджа Кейлі, Отто Лілієнталь, брати Вуазен, брати Райт і, менш відомий, француз, генерал Гійом Реснієр, інженер, геніальний офіцер.
- Гійом Ресніє реалізує в Ангулемі (Шарант), задовго до Отто Лілієнталя, політ з крилом власного виробництва. Він кидається з вершини Ладської вежі, планерує 300 м, перетинає Шарант і ламає ногу, приземляючись. Цей політ, який проводився в 1801 році перед великою аудиторією, був засвідчений встановленням пам'ятної таблички 29 червня 2002 року Філіппом Мотте, мером Ангулема, на валу Больйо. Табличка ініціативного синдикату, закладена в 1931 році фіксувала дату цього польоту 1806 роком. Перед цим польотом була інша спроба запуску з моста Сен-Сібар (висота 5 метрів), яка завершилася в Шаранті за 50 м, тобто аеродинамічна якість 10.
- Джордж Кейлі розробив і побудував немоторизований пристрій важчий, за повітря, на якому він змусив летіти свого кучера щоб перевірити його (ім'я кучера, на жаль, втрачене для історії), це відбулося в Бромптоні, поблизу Скарборо, в Йоркширі, у 1853 році, але цього свідчення недостатньо, щоб по-справжньому зробити Джорджа Кейлі планеристом.
- Отто Лілієнталь здійснив між 1891 і 1896 роками дві тисячі засвідчених планеруючих польотів з штучного пагорба поблизу Берліна і це дозволило йому написати свій трактат «Політ птаха, основи мистецтва польоту», опублікований в 1889. Він, безсумнівно, визнається всіма планеристами на планеті як справжній піонер польоту на пристрої, важчому за повітря. Дельтапланеристи можуть справедливо посилатися на нього.
- Брати Райт, побудувавши вентилятор, щоб мати змогу провести свої розрахунки та проаналізувавши роботу Кейлі та Лілієнтала, оселилися в Кітті Хоук у Північній Кароліні, щоб продовжувати свої авіаційні роботи, і вони експериментували з планерами між 1901 та 1902 роком, перед тим як почати пригоду з літальним апаратом важчим за повітря з вбудованим пристроєм для взльоту, який також називався «літак». Вони визнані у всьому світі першими авіаторами, які здійснили перший політ на важчому, за повітря апараті, із вбудованим пристроєм для злету.

Практика польотів без двигуна розвивається у міжвоєнний період і є результатом обмежень, накладених на Німеччину (не переозброюватися), дозволяли їй виробляти лише пристрої без двигуна; вона зазнавала серйозних обмежень у виробництві одиночних літак. Протягом 1920 та 1930 років німці розробили дуже ефективні планери, які дозволили їм виявити методи експлуатації аерологічних характеристик висхідних повітряних мас, дозволяючи їм літати далі і довше. З тих пір цей вид спорту поширився у багатьох країнах, але Німеччина залишилася світовим лідером у розробці та виготовленні найкращих планерів.
У Сполучених Штатах вираз «Primary glider» відноситься до цих перших планерів у 1920—1930 роках.
Як і багато термінів в авіації, термін «вітрильний політ» (le vol à voile) — це аналогія з морською навігацією, і на кількох мовах планер буквально називається «вітрильним літаком» (німецька: seglflufzeug, англійська: sailplane) або «вітрильник» (іспанська: velero), на відміну від літаків з двигуном («моторний політ»). Однак, на відміну від вітрильника, планер використовує висхідні потоки, а не сам вітер, і його єдина привідна сила, після того як він відчеплений від тросу літака-буксира або лебідки, є його власна вага (навіть при підйомі, він опускається по відношенню до повітря висхідного потоку). Перед появою планерів термін «вітрильний політ» вже використовувався для птахів вітрильників, здатних триматися в повітрі та пролітати великі відстані без махання крилами, використовуючи ті ж висхідні потоки, що і планер.

## Мистецтво планеруючого польоту
Здійснення планеруючого польоту полягає в переході в повітряні маси, швидкість підйому яких вища, ніж власна швидкість зниження планера, тут планер і набирає потенційну енергію (не втрачаючи кінетичної енергії). Тому що висхідні повітряні маси, як правило, дуже локалізовані, пілоти повинні описувати кола всередині висхідних повітряних мас, щоб максимально використовувати їх. Часто вживаний термін є «рухатися по спіралі», хоча траєкторія, описана планером у висхідному потоці, є гелікоідальною. Пілоти часто говорять про «заправку до повного», мета досягти найвищої висоти для даного висхідного потоку. Образ також ілюструє той факт, що потенційна енергія планера — або його висота, що становить те саме — може розглядатися як його паливо. Пілот початківець «заправляється до повного» кожні 7 — 8 км, якщо умови дозволяють. Досвідчений пілот, який краще використовує аеродинамічну якість планера, може здійснювати підйоми у висхідних потоках через приблизно 25 км. Він задовільняється тим що перетинає висхідні потоки, але вважає, що він все ще має достатньо енергії, щоб продовжити свою подорож, зменшує швидкість, щоб максимально використати висхідні потоки, не зупиняючись і не описуючи кола на місці.
Найвідоміші висхідні повітряні маси:
- термічні повітряні потоки або термальні колони чи терміки, які є результатом різниці температури повітря;
- повітряні потоки під кумулонімбусами, які не є термічними, а динамічними, утворюються через дефіцит тиску[5];
- висхідні потоки через ефект схилу, коли вітер наштовхується на виступи рельєфу, що змушують його проходити над виступами рельєфу, виграш висоти рідко перевищує 700 м над вершиною; ці висхідні потоки називаються динамічними висхідними потоками;
- висхідні потоки хвильового польоту залежать від рельєфу та погоди, які дозволяють отримати досить значні виграші у висоті, дозволяючи рекорди висоти понад 23 000 м;
- в рідкісних випадках пілоти планерів змогли експериментувати планеруючий політ з градієнтом вітру, коли планер може набирати кінетичну енергію, пролітаючи неодноразово між різними повітряними масами з різними горизонтальними швидкостями. Однак такі зони «градієнту вітру» зазвичай занадто близькі до землі, щоб безпечно використовуватись планером. Таким чином, планеруючий політ з градієнтом вітру в основному практикується птахами і, зокрема, одним із найвидатніших планерів, яким є альбатросом, що можна спостерігати під час тривалої міграції, він повертається і пірнає в градієнти вітру поблизу поверхні океану.

Використання ефектів вітру на рельєфі — схил, хвиля або градієнт вітру — позначається під загальним терміном орографічного польоту.

### Термічний політ

Схема термальної колони. В (1) повітря нагрівається біля землі. Воно піднімається в (2) перед тим як охолодитися конденсацією і сформувати хмару (А). Повітря тоді розширюється і спускається (3).

У тепловому польоті пілот шукає висхідні повітряні колони, що є результатом нагрівання землі сонцем. Повітря, що контактує з землею, нагрівається, через розширення, його густина зменшується. Рух досить швидкий, щоб воно не обмінювалося теплом з навколишнім повітрям. Тоді ми можемо розглядати, що це адіабатичне розширення. Повітря охолоджується.
Адіабатичний тепловий градієнт — g/CP, де g = 9.80665 — це прискорення тяжіння, а CP = 1 006 Дж/кг/К — теплотворна здатність повітря. Тому його точне значення становить 0,009 75 К / м приблизно 1 ° С / 100 м.
Теоретично, якщо градієнт температури навколишнього повітря більший, ніж адіабатичний тепловий градієнт, то маса повітря, що рухається завжди легша, ніж повітря, яке його оточує, і тому має тенденцію до прискорення. Маса повітря є суперадіабатичною (часто її називають нестабільною). Однак така ситуація є дуже неймовірною, оскільки час, характерний для терміка, становить 10 хвилин ·  ·  і внаслідок вертикального змішування, за менш ніж годину вертикальний профіль повітряної маси буде слідувати сухій адіабаті.
Якщо градієнт температури нижчий за адіабатичний тепловий градієнт, навпаки, будь-який рух повітря вверх, як правило, має тенденцію порушуватися його адіабатичним розширенням, що приводить його до температури нижчої за температуру навколишнього повітря. Повітряна маса тоді стабільна. Ось чому дуже однорідні повітряні маси не сприятливі для конвекції, навіть якщо гаряча погода. Це типово у Північній Європі у передгрозовій ситуації. Оскільки змішування повітря не може відбуватися з верхніми шарами, температура збільшується на низькій висоті через явище пробки. Потім виникають сильні грози, коли пробка зникає. Найбільш сприятливі умови зустрічаються за холодними фронтами, коли маса холодного повітря проходить на ще гарячу землю, що метеорологи називають шлейфовим небом.
Найімовірніше бульбашки гарячого повітря знаходяться в районах теплових контрастів, таких як нещодавно зібрані поля, стоянки супермаркету, дороги та автомобільні дороги, а особливо в гравійні кар'єри та скелясті райони. Якщо ми впевнені в цьому фізичному принципі, все-таки вірно, що важко пов'язати аспект землі з певністю присутності терміка.
Оскільки тепловий політ вимагає колони гарячого повітря, його експлуатація, як правило, можлива в середніх широтах, тільки з весни до кінця літа. Взимку небагато терміків, враховуючи слабке сонячне освітлення, щоб спровокувати їх та низький потенціал теплового поглинання снігу (приблизно 1 %). Однак у південних Альпах можна знайти терміки протягом цілого року. На півдні Сполучених Штатів, коли погода взимку сонячна, середина дня є ідеальною для експлуатації терміків.
В інших широтах повітряні маси мають характеристики градієнта температури (різниця температур між двома висотами), які нейтралізують явище конвекції.
Коли планерист знаходить термік, як правило, під його матеріалізацією (насправді купчасті хмари, бавовняної форми та з плоскою основою), він починає описувати спіралі та намагається знайти найкращу область підйому. Ця зона підніматиме його, поки він не зустріне основу хмари (або на 500 футів нижче в Сполучених Штатах), в якій він не зможе увійти з юридичних причин (на планері, дозволені лише видимі польоти) або поруч з інверсійним шаром, де температура перестає знижуватися відповідно до сухої адіабати. Було сказано, що висхідні потоки стають непридатними, коли тепловий індекс на заданому рівні нижчий за абсолютним значенням -2 K. Поняття термічного індекса сьогодні не використовується Federal Aviation Administration. Поняття теплового індексу сьогодні покинуте Федеральною адміністрацією авіації.
Висхідний потік продовжуються в хмарі і навіть підсилюються, конденсація води поглинає додаткове тепло (латентну теплоту зміни стану), що підкреслює різницю густин між сухим повітрям хмари та вологим повітрям висхідного потоку. Планер, який наближається занадто близько, може бути змушений використати свої аерогальма, щоб не бути засмоктаним хмарою. Не виняток спостерігати вертикальну швидкість 2 м/с навіть при більш ніж 120 км/год, під хмарою, і це в середніх широтах (північ Франції). Він також може набрати швидкість (не перевищуючи дозволених меж, які б загрожували структурі), щоб залишатися під основою хмари та накопичувати кінетичну енергію, яка може, як тільки хмара пройдена, перетворюватися на висоту за рахунок зниження швидкості.

## Навчання
Ліцензія пілот планера отримується після теоретичного іспиту та практичного іспиту.
Теоретичний екзамен залишається дуже доступним, він включає різноманітні галузі, такі як аеродинаміка, навігація, погода, людські фактори …
Практична підготовки включає польоти на двомісному планері, оснащеному подвійними органами керування. Вона стосується всіх сфер польоту, від базового пілотування до навігації, використовуючи висхідні потоки.
Після того як учень допущений до самостійних польотів, через двадцять годин польотів з інструктором, він повинен виконати щонайменше 10 самостійних польотів під наглядом інструктора, включаючи рейс більше однієї години, щоб мати можливість здати на диплом пілота планера.
Після того як пілот отримує диплом (у Франції), він може літати в районі аеродрому, а це означає, що він повинен мати можливість повернутися туди в будь-який момент в планеруючому польоті, враховуючи аеродинамічну якість свого планера.
Тоді йому доступні декілька можливостей:
- Вдосконалення з метою отримання срібної відзнаки, яка видається Міжнародною федерацією аеронавігації (FAI). Пілот повинен підтвердити три наступні пункти:
- Політ тривалістю понад п'ять годин
- Набір висоти 1000 м
- Політ, що містить ділянку понад 50 км (з обмеженням втрати висоти між вильотом та прибуттям, у Франції необхідно здійснити 50 годин польоту, як командир борту). Цей політ може закінчитися «коровами» (приземленням в полі): без сумніву, одна з його найбільших принад!

Приземлення в полі не заохочується для випробування на 50 кілометрів, оскільки завжди існує ризик пошкодити планер шляхом посадки в невідомому полі, де можна знайти канави, тварин, каміння тощо. Насправді рекомендується летіти до точки віддаленої на 25 км від аеродрому, потім відправитися в точку протилежну від вильоту перелетівши аеродром, а потім повернутися до аеродрому. Так можна здійснити політ на 100 км, який, як правило, здійснюється за дві години, і в хороших умовах пілот все ще перебуває в зоні аеродрому. Крім того, політ планується так, щоб пілот пролітав над ділянками, де він може приземлитися, якщо це необхідно.
- Справжній польовий рейс — це випробування на 300 км, де шанси на приземлення в полі є істотними. Цей політ на 300 км та досягнення висоти 3000 метрів становлять два основні випробування для золотої відзнаки

FAI.
- Для більш досвідчених пілотів є діамантова відзнака, який вимагає попередньо польоту на 300 км, потім польоту на 500 км (який здійснюють у висхідних потоках за виняткових умовах, або в польотах над схилами, наприклад, у Аппалачах (що відносно легко) або в хвильових польотах, що може бути непростим завданням. Ця відзнака також вимагає збільшення висоти до 5000 метрів, що зазвичай здійснюється у хвильових польотах. Деякі люди здійснили набір висоти всередині кумулімбуса, що дуже сильно не рекомендується. Тому що висхідні та нисхідні потоки можуть досягти гігантських швидкостей (близько 90 вузлів) і є ризик розбити планер.
- У Сполучених Штатах є так звана бронзова відзнака (складніша за срібну відзнаку), яка підтверджує, що ви компетентні здійснювати польові рейси. Ця відзнака не видається FAA, а SSA. Вона не має офіційного характеру. Зокрема, учень повинен досягти успіху в теоретичному екзамені, щодо польових польотів. Він повинен здійснити два двогодинних польоти і повинен мати можливість приземлитися в полі довжиною 120 м. Останнє моделюється конусами, розміщеними на посадковій смузі. Планер повинен торкнутися землі після першого конуса і зупинитися перед другим конусом. Дане приземлення потрібно повторювати три рази поспіль. Крім того, слід зробити справжню посадку в полі.
- У Франції перевозка пасажира є можливою після контрольного польоту з інструктором. Для цього ви повинні мати 50 годин польотів як командир борту. У Сполучених Штатах цей дозвіл є автоматичним після отримання ліцензії приватного пілота.
- У Франції дозвіл на польовий рейс дозволить вам залишити польоти близькі до аеродрому, щоб здійснити віддалені польоти. Для цього слід дотримуватися специфічної підготовки з кваліфікованим інструктором, а потім здійснити багато віддалених польотів за відповідальності інструктора, зовнішнє приземлення з інструктором та одиночне приземлення, а також віддалення на відстань 50 км. У Сполучених Штатах ліцензія приватного пілота дозволяє здійснювати будь-який тип польоту, включаючи спробу запису світового рекорду. Єдине обмеження ліцензії приватного рівня полягає в тому, що пілот може стягувати лише половину витрат із свого пасажира. Щоб дозволити робити перші польоти, ви повинні мати ліцензію рівня комерційний пілот.
- Будь-який пілот, що має срібну відзнаку FAI, може брати участь у регіональних змаганнях, організованих SSA. Однак настійно рекомендується отримати бронзову відзнаку.

### Запуск планера

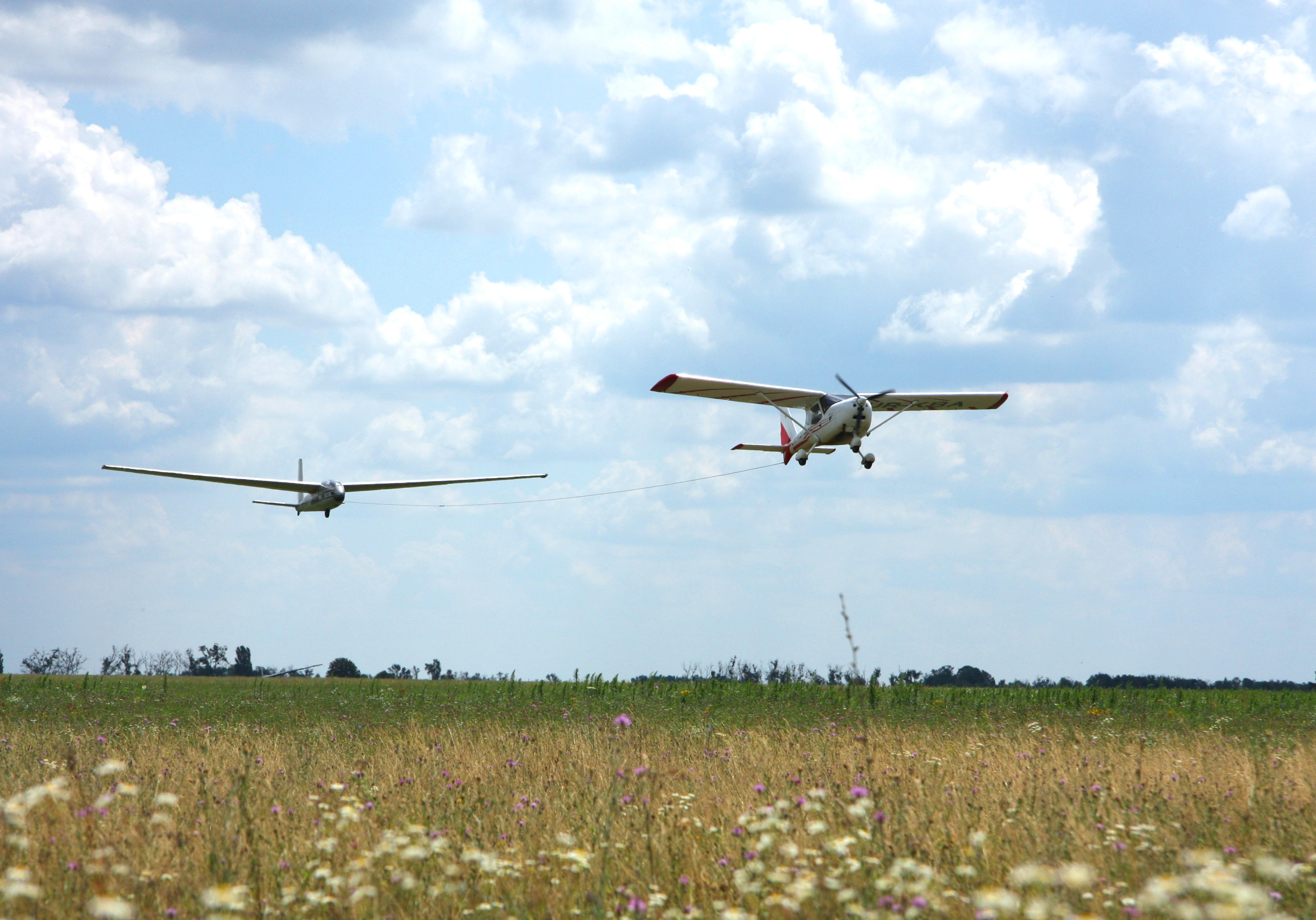
Планер L-13 «Blanik» на буксирі за літаком K-10 «Swift»

Оскільки планер (як правило) не має власної силової установки, для зльоту та набору висоти він потребує зовнішнього джерела енергії. Існують два основних способи запуску планера: за літаком-буксиром та за допомогою лебідки. Після досягнення певної висоти (залежно від завдання на політ, а також від метеорологічної обстановки) планерист за допомогою замка, що керується з кабіни планера, відчіпляється від буксиру і продовжує політ самостійно. Літак після цього, не від'єднуючи та не вибираючи буксирний фал, повертається на аеродром.

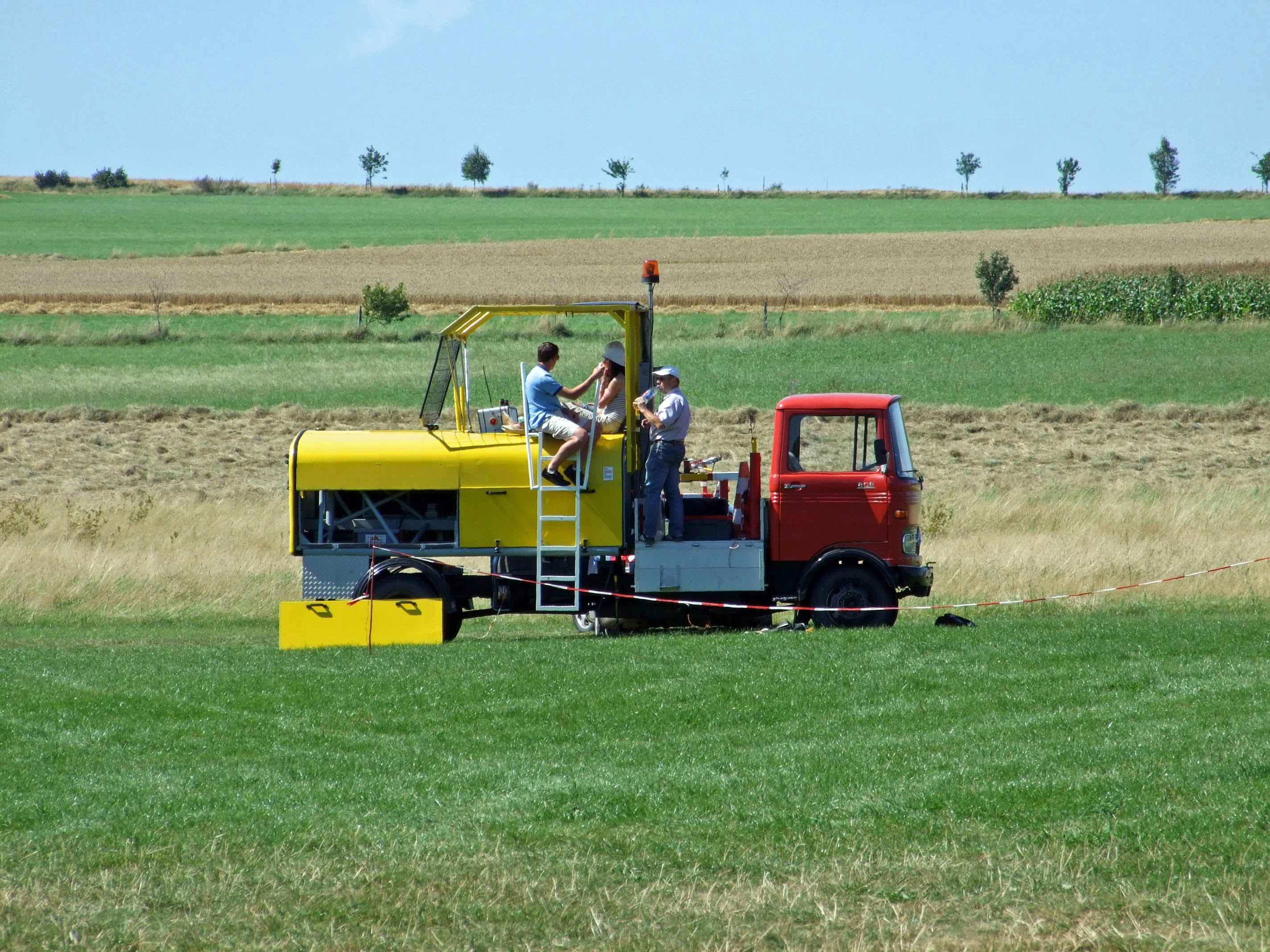
Лебідка для запуску планерів

Буксирування за літаком є одним зі складних елементів польоту та потребує як від планериста, так і від пілота літака-буксирувальника певних теоретичних знань та практичних навичок.
Зліт за допомогою лебідки застосовується дещо рідше, оскільки при цьому збільшується навантаження на планер, порівняно зі зльотом за літаком, що призводить до зменшення ресурсу планера.
Конструкція більшості планерів передбачає «велосипедне» шасі, і це вносить цікаву особливість в старт планера: при нульовій швидкості, тобто до початку і на самому початку буксирування, член стартової команди повинен утримувати крило планера паралельно до землі. Втім, в разі потреби, можливий також зліт «з крила», коли одна з консолей планера торкається землі безпосередньо на початку буксирування.
Окремо слід розглянути мотопланери, тобто планери, оснащені власною силовою установкою. Існують планери з електричними двигунами, двигунами внутрішнього згоряння та турбореактивними двигунами. Такі планери здатні виконувати зліт самостійно, без залучення сторонніх джерел енергії (буксирування).

## Планерні організації та клуби України

### Загальний перелік планерних клубів

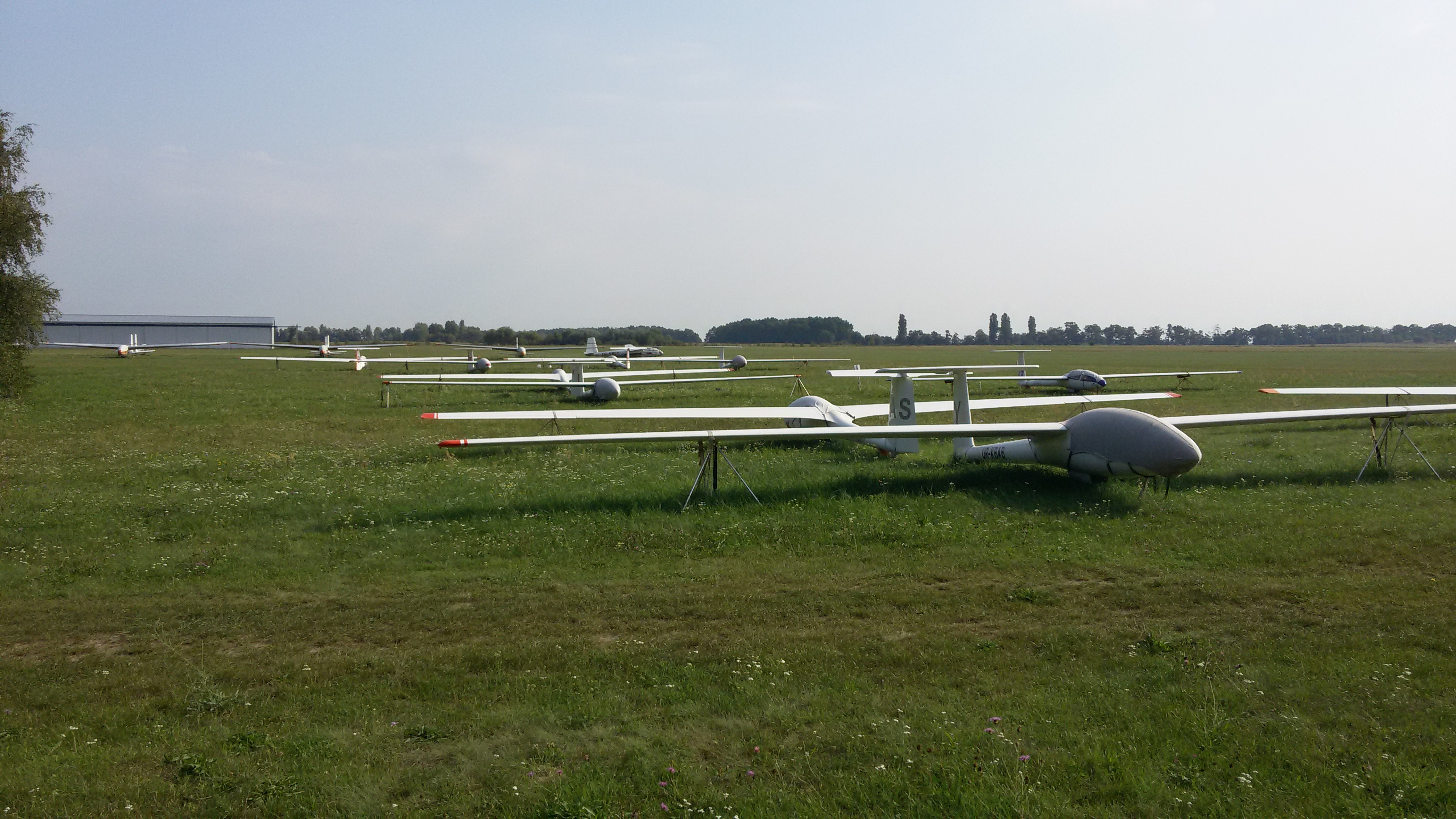
Стоянка планерів аеродрому «Київ-Бузова»

Станом на 2018 рік в Україні діють кілька планерних організацій:
- Планерний клуб аеродрому «Бузова» ЦАК ім. О. К. Антонова (Київська обл.)
- Рівненський авіаційно-спортивний клуб TCO України
- Вінницький аероклуб

### Як добратися
До аеродрому «Бузова» можна дістатися з м. Києва маршрутним таксі № 762 «м. Святошин — с. Неграші» (вийти на повороті на аеродром).
Або власним автомобілем за Google-картою.

## Історія виникнення планеризму

### Перші спроби побудови планерів

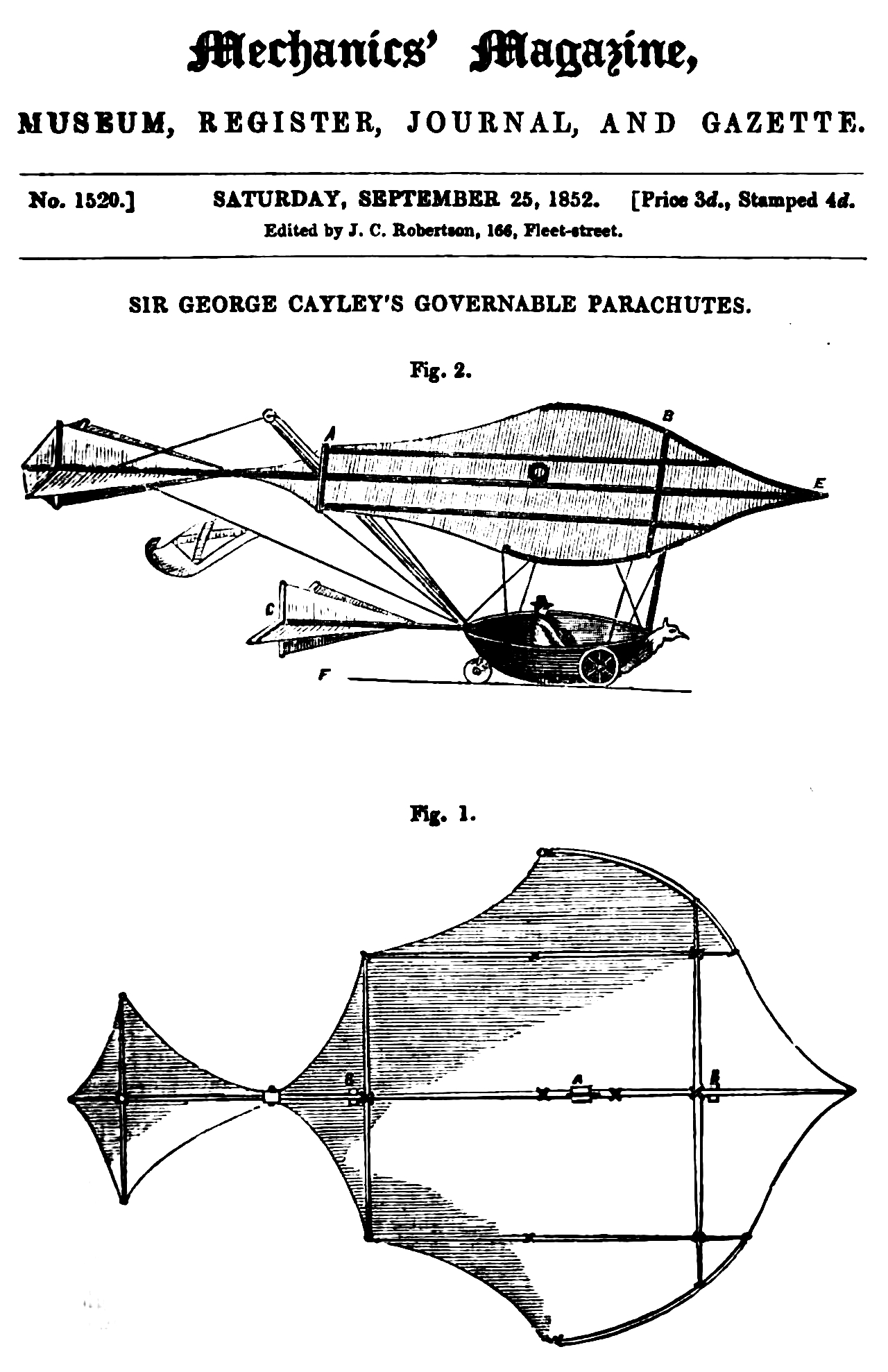
Проект планера Cayley в журналі Mechanics Magazine, 1852

В середині 1850-х років британський винахідник George Cayley запропонував власний проект безмоторного літального апарата, важчого за повітря. У другій половині 19-го сторіччя з планерами активно експериментував Отто Лілієнталь, про якого сказано в окремому розділі цієї статті.
У 1891-му році російський професор М. Є. Жуковський опублікував наукову працю «О парении птиц», у якій дав теоретичне обґрунтування польоту на планері.
В Києві за проектом 17-річного Георгія Адлера у 1904 році планер побудувала група учнів Київського реального училища. Наступні планери конструкції Адлера будувалися у 1907 та 1908 роках.

## Старовинна історія
Не реалізуючи можливості планеруючого польоту чи польоту у висхідних потоках, люди намагалися літати м'язовою силою і витрачали свій час та винахідливість на пристрої з маханням крил. Пізніше, коли цей метод буде дискредитований, практичний прогрес буде сповільнений помилковим переконанням, що двигун є необхідним для польоту людини. Крім «Кодексу про польоти птахів», сума знань Леонардо да Вінчі (1452—1519) про політ птахів та можливості польоту людини, в нього був великий трактат, розділений на чотири томи, перший з яких повинен був трактувати політ з маханням крилами; другий політ без махання крилами, завдяки вітру; третій загальний політ: для птахів, кажанів, риб, тварин та комах; останній інструментальний політ. Практична думка Да Вінчі розвинулася в три етапи, уявляючи машину, яка б'є крилами єдино м'язовою силою рук; констатуючи, що сама людська сила недостатня для переміщення крил, він уявив системи, засновані на шківі та зубчастих передачах, щоб відтворити людську силу («великий ніббіо», як у королівського коршуна, зберігаючи при цьому конформації крил кажана); зрозумівши, що технічні знання його час не дозволять зробити такі системи, він перейшов до структури з фіксованими крилами, які дозволили б йому здійснювати планеруючі польоти в манері птахів; Справжній дослід був здійснений Томмасом Масіні з гори Сесері, де він зламав ноги · . Лише наприкінці XIX та на початку XX століття концепції Да Вінчі були знову відкриті, але вони не мали революційного впливу на розвиток перших літаків. Однак припускають, що Соломон Ілер, швець з Аугсбурга, мав плани Леонардо в його розпорядженні, коли він побудував свою літаючу машину.
Перші віхи в історії планеризму датуються кількома тисячами років, це повітряний змій, перший літальний апарат, виготовлений людиною; шумерські та грецькі міфології, які виражали людську мрію літати, з такими персонажами, як пастух Етана. У ІІІ столітті до н. е., Овідій задокументував грецьку легенду про Дедала та Ікара у своїй роботі «Метаморфози», які намагалися втекти з Криту до Сицилії з крилами, виготовленими з пташиного пір'я, склеєного воском. В II столітті н. е. Аулу-Жел описує голуба Аршітаса у своїй компіляції Noctes Atticae, дерев'яна копія голуба, здатна літати, яку Аршітас Тарантський приніс в Аршітас в IV столітті. Аббасу Ібн Фірнасу, андалузькому ученому берберського походження, вдалося планерувати поблизу Кордоби в 875 році. Однак єдина заява, що відноситься до справи належить автору XVII століття, Аль Маккарі. Згідно з традицією історика Гійома Мальмесбері (близько 1080/1095-1143), монах-бенедектинець Ейльмер Мальмесбері повідомив про планеруючий політ довжиною 200 м в період 1000—1010. Однак, як і Аббас, він був серйозно поранений. Прогнози розвитку літаючих машин можна знайти у XIII столітті у працях англійського францисканця Роджера Бекона (1219—1294).
У 1807 році годинникар Якоб Деген будує літаючу машину з мобільними крилами, яка приводиться в рух м'язовою силою. Деген визнає, що плавучість, яку можна отримати таким чином, є недостатньою, і додає резервуар з воднем для отримання приблизно половини необхідної плавучості. 13 листопада 1808 року йому вдається перший вільний політ, над Пратером де Відня. З 1810 по 1811 р. Альбрехт Людвіг Берблінгер, кравець Ульму, будує планер, який літає. Однак під час демонстрації на Дунаї він падає у річку і стає посміховищем для людей. Вважають, що його пристрій був Hängeliter у стані придатному для польотів. У 1842 р. англійський інженер Вільям Семюел Хенсон (1805—1885) подає патент на проект моторизованого літака (принцип літаючого змія), не здатного літати.

## Сучасна історія
У першій половині XIX століття англійські піонери, Джордж Кейлі, Вільям Семюел Хенсон та Джон Стрінгфелл, зробили важливі теоретичні дослідження та досліди польотів на зменшених моделях. Саме ця група працівників можна сказати «винайшла» літак. Але їх винахід ніколи не було б застосовано без подальших зусиль перших представників планеруючого польоту.
Джордж Кейлі (1773—1857) фундаментальним чином описує проблеми з аеродинамічним польотом, і тому його також називають «батьком авіації». Він припиняє займатися польотом з маханням крилами і публікує у 1809—1810 рр. пропозицію з літаючою машиною з похилою поверхнею та механізмом руху. Він перший, хто описує принцип сучасних літаків з фіксованими несучими поверхнями крил. У вересні 1852 року він публікує у журналі Mechanics’ Magazine плани та описи планера-моноплана, який був успішно випробуваний з баластом: коли він запустив його з вершини пагорба без пілота, він летить ідеально підтримуючи рівновагу до рівнини внизу, і коли людина біжить з ним проти вітру, він іноді переносить її на кілька метрів. Кейлі, напевно, мав знання та здібності побудувати та використовувати планер, що перевозить людину, але, на жаль, він думав, що необхідний двигун і тому пропустив можливість стати батьком польоту без двигуна.
Серед рідкісних прихильників польоту без двигуна-французький капітан Жан-Марі Ле Бріс (1817—1872) який конструює планери у 1857 і у 1868, які формою походять на альбатроса із корпусом у вигляді човна. Його планери буксируються як повітряний змій, досягають відстані польоту до 200 м. Неприємні пригоди та відсутність коштів змушують його припинити його досліди. Планер Ле Бріса мав аеродинамічну форму та велике співвідношення висота/ширина; кут атаки крил міг змінюватись у польоті. Він досягає успіху більше інстинктивно, ніж науковою компетентністю, і не робить істотного внеску в науку польоту. Його Альбатрос 1868 року — це перший літак, зафіксований на фотографії. Француз, що проживає в Алжирі, Луї Муйар, вивчає великі грифи. Муйар публікує свої спостереження в книзі під назвою «Імперія польоту»: орнітологічні випробування застосовані до авіації. Робота, яка надихає багатьох інших, але власні спроби зробити крила для планеруючого польоту є грубими та неефективними.
З 1880-х років прогрес був досягнутий в аеродинаміці та будівництві, що приводить до перших дійсно практичних планерів; Результати цих дослідів часто поділяються та публікуються першими авіаторами та винахідниками, створюючи тим самим довгу низку додаткових досягнень. У різних країнах світу з'являються багато піонерів авіації, і всі вони продовжували концепцію планерів з більшим чи меншим успіхом.
Основні з них Отто Ліліенталь (1848—1896) у Берліні, Лоуренс Харгрейв (1850—1915) в Сіднеї в Австралії, Персі Пілчер (1866—1899) у Сполученому Королівстві, Джон Джозеф Монтгомері (1858—1911) в Отай Меса поблизу Сан-Дієго, Каліфорнія (1880-ті роки), а також Санта Клара, Каліфорнія (1905), Октава Шанют (1832—1910) та його команда в Гері, Індіана, США тощо. Отто Ліліенталь відтворює деякі роботи своїх сучасників і значно розробляє їх з 1874 року, публікуючи всі свої дослідження в 1889. Персі Пілчер все більше цікавиться авіацією та будує планер під назвою The Bat, який він пілотує вперше в 1895 році. Пізніше того ж року Пілчер зустрічає Отто Лілієнталя і радиться з ним, який є головним експертом hängegleiter; ці дискусії приводять Пілчера до побудови ще двох hang gliders, The Beetle і The Gull. На базі робіт свого наставника Отто Ліліенталя, Пілчер побудував у 1897 році, третій планер під назвою Яструб, з яким він побив світовий рекорд на відстань, пролетівши 250 метрів (820 футів).
Цей тип літака, в якому літак орієнтують маятниковим рухом тіла, тепер відомий як hängegleiter німецькою мовою, hang glider в англійській мові, що трохи безрозсудно називається французькою «дельтаплан». Hängeggleiter втратив певну важливість введенням гоширування крил у 1902 р. братами Райт, потім контролю стабілізаторів французами; Але багато прототипів планерів насправді будуть hängegleiter.
Відбувається перший моторизований політ: російський військово-морський офіцер Олександр Можайський (1825—1890) отримав патент на літак у 1881 році; У період з 1882 по 1886 рік він здійснив численні спроби польотів зі своїм літаком з паровим двигуном; Літак може злетіти з землі, але потім втрачає швидкість і падає; його вдосконалена версія, що має більшу потужність, була у стані готовності до польотів, згідно з висновком Російського аеронавігаційного науково-дослідного інституту, проведених в 1982 році; однак рейс ніколи не відбувся через смерть конструктора. Француз Клемент Адер (1841—1925) побудував Еол, літак з паровим двигуном та 14 м розмахом крил, крила якого розроблені відповідно до крил кажана; 9 жовтня 1890 року Еол злетів єдиний рейс близько 50 метрів

### Крила Лілієнталя[16]
Люди здавна мріяли літати подібно птахам. Згадайте, наприклад, казку про килим-літак, міф про Дедала та Ікара. Однак лише в XVIII столітті людині вдалося злетіти, тільки не по-пташиному, а на громіздкій тепловій кулі-монгольф'єрі, яка підпорядковувалася не аеронавту, а повітряним течіям. Першим льотчиком-дослідником став Отто Лілієнталь. Його роботи отримали загальне визнання, а досліди — послідовників.
Карл-Вільгельм-Отто, таким було його повне ім'я, народився 23 травня 1848 року в померанському містечку Анклам. Його батько, торговець сукном, був типовим буржуа, хоча і вів свій родовід від вихідців зі Швеції, які одягали прізвище Ліліендал або Юлендал. Уже в дитинстві Отто виявляв здібності до ліплення та сницарюва́ння, але скрутне фінансове становище сім'ї змусило його вступити не в художнє училище, а в ремісничу школу в Потсдамі.
Отто любив спостерігати за польотами птахів, особливо лелек, залучив до цього заняття молодшого брата Густава, який став його помічником і соратником. У 14 років він провів перший експеримент — підчепив невеликі саморобні крила і стрибнув з сараю. На щастя, все обмежилося синцями.
У 1866 році Отто став практикантом на машинобудівному заводі Шварцкопф і незабаром отримав запрошення вступити в невелике конструкторське бюро при ньому. Брати все ж знаходили час і майстрували моделі планерів, які дуже непогано ширяли. Потім Отто зайнявся експериментами з махолітом біпланової схеми, збалансовано підвішуючи його у стіни сараю в маєтку дядечка. Зворотно-поступальний рух на крила передавався передачею велосипедного типу, а 40-кілограмова противага утримувала апарат на у висячому положенні. Після серії дослідів Лілієнталь переконався, що зусиль людини не вистачить, щоб підняти його в повітря.
Влітку 1870 р Отто з відзнакою завершив навчання в Королівській ремісничій академії, був покликаний в армію під час недовгої франко-пруської війни, а вийшовши в запас, продовжив експерименти. Оскільки коштів як і раніше не вистачало, Лілієнталь став оформляти чужі, а потім і свої патенти. Відразу виникли юридичні складності, і свій перший патент 1877 року на «поліпшення роботи гірськодобувничих машин за допомогою дискового різця» він записав на брата. Втім, на рахунку Отто було 20 патентів на різні удосконалення та винаходи.
Восени 1881 року Лілієнталь задумав поправити фінансові справи більш надійним способом і відкрив у Берліні майстерню з виготовлення котлів. Нестачі в замовленнях не було, майстерня перетворилася в завод, а Отто прилаштував до неї ділянку, призначену для роботи над апаратами для польотів. Діяльність німецького винахідника можна умовно розділити на три етапи.
Перший (1871 … 1874 роки) був часом планомірних експериментальних розробок, який завершився створенням крила зі злегка викривленою поверхнею.
Другий почався у 1888 році польотно-технічними дослідами, в ході яких перевірялися результати попередніх теоретичних досліджень. Наступного року вийшла книга «Польоти птахів, як основа мистецтва літання». Уже назва книги натякала, що ця праця присвячена майбутнім керованим польотам, а нижче підкреслювалося, що вона «складена на підставі численних дослідів братів Отто і Густава Лілієнталь, інженерів і будівельників машин». Потім був малюнок польоту лелек з їх алегоричним зверненням до людей.
Ось воно: «Нас підтримують крила, підняті вітром. Людино, яка порпається у пилу, коли ж полетиш і ти? Якщо ти одержимий бажанням зрівнятися з нами в ширянні, хочеш випробувати принадність польоту в повітряному океані, подивись на будову наших крил, зміряй нашу силу і постарайся визначити дію крил по тому руху повітря, яке створює нам опору. Ти міг би зробити правильні висновки про те, чим нас наділила природа, і таким чином вирішити проблему керованих польотів. Звернись до сили розуму. Він підтримає тебе в польоті!»
Це незвичайне звернення справляло сильне враження на ентузіастів новонародженої авіації, серед яких були російський професор М. Є. Жуковський, американські механіки брати О. і В. Райт, француз Фербер. Зокрема, Жуковський продовжив деякі теоретичні дослідження Лілієнталя і в 1892 році написав знамениту статтю «Про ширяння птахів», науково обґрунтувавши можливість еволюцій апаратів для польотів, аж до виконання ними маневру в вертикальній площині — «мертвої петлі».
Тим часом Лілієнталь приступив до третього етапу — льотних випробувань. Зауважимо, що з піонерів авіації тільки він протоколював навіть найнезначніші експерименти. Наприкінці 1889 року побудував перший планер-моноплан, через рік — другий. На них винахідник зробив кілька стрибків-підльотів, набувши досвіду балансування апарата власним тілом, переміщаючи центр ваги рухами ніг вперед і назад, а тілом в сторони. До речі, саме так чинять нинішні дельтапланеристи.
Влітку 1891 року Лілієнталь виготовляє з вербових гілок, обтягнутих просоченим воском шертінгом (вид батисту), третій планер, оснастивши його хвостовим стабілізатором і кілем. Площа крила досягала 10 м2. На ньому 43-річний Лілієнталь зробив в Дервіці, під Берліном, перший справжній політ на дистанцію 25 м, почавши тим самим відлік ери практичної авіації. Через деякий час брати відшукали неподалік від Ліхтенфельду відповідний для стартів конічний пагорб, збільшили його висоту підсипанням до 15 м. Тепер з нього можна було злітати в будь-яку сторону і сідати, подолавши 50 … 100 м.
Четвертий апарат з'явився в 1892 році. На ньому Лілієнталь подвоїв площу крил. На п'ятому застосував незвичайні увігнуті крила розмахом 11 м і площею 16 м2, однак планер вийшов занадто великим і важким (24 кг), тому при сильному вітрі майже не тримався в повітрі. Так винахідник методом спроб і помилок перейшов до апаратів з крилом розмахом не більше 7 м. У наступному році брати спорудили новий старт — вежу з похилим дахом. З неї Лілієнталь ширяв на шостому апараті з крилом площею 14 м2 і вагою 20 кг. Саме чудове полягало в тому, що апарат був складним і саме на ньому Лілієнталь вперше подолав понад 200 м.
Треба сказати, що подібне видовище завжди приваблювало цікавих. Справи братів стали поліпшуватися ще й за рахунок гонорарів за лекції, продажу фотографій і реклами. При цьому Отто і Густав не залишали без уваги котельний завод, сумлінно виконуючи замовлення.
… Звістки про людину, яка вміє літати, як птах, поширилися по світу. Подивитися на нього приїжджали не тільки туристи і цікаві, але й відомі фахівці. Зокрема, в 1895 році познайомитися з Отто приїхав Жуковський, з яким німецький дослідник вже листувався, обмінюючись результатами наукових досліджень. Лілієнталь звично надів крила, дочекався пориву вітру і після невеликого розбігу полетів над схилом пагорба. Набравши швидкість і трохи висоти, почав знижуватися і безпечно приземлився. Поки помічник складав крила, у Отто і Миколи Єгоровича зав'язалася суто професійна розмова, і раптом Лілієнталь підняв крила і подав їх Жуковському: «Я прошу вас прийняти їх на пам'ять про нашу зустріч!» Нині вони виставлені в меморіальному музеї М. Є. Жуковського в Москві. Інший планер роботи німецького вченого зберігається в Аерокосмічному музеї у Вашингтоні, третій — в одному з лондонських музеїв, один в Празькому політехнічному музеї, ще два апарати знаходяться на батьківщині Лілієнталя в Анкламі, причому один з них експериментальний, з махаючими крилами.
… Згадуючи про зустрічі з Отто, Микола Єгорович часто приводив його слова: «Люди без сумніву навчаться літати! Завоювання повітря прийде через планеризм». Він виявився провидцем, так і сталося, проте це не зрозуміли багато сучасників. Наприклад, в 1894 році газета «Берлінер Локальцайтунг» вийшла з аншлагом: «Якщо хочете побачити двох божевільних, їдьте в Ліхтенфельд. Там декому захотілося літати!». Звичайними були карикатури на братів, єхидні відгуки на експерименти. Втім, так часто бувало з тими, хто випередив свій вік …
Що ж стосується Лілієнталя, то він не звертав уваги на глузування і виготовив 18 моделей планерів та скоїв понад 2 тис. польотів на них. Незабаром у нього з'явилися послідовники. Наприклад, в 1896 році американський фізик Р. Вуд не обмежився фотозйомкою Лілієнталя в повітрі, а попросив дозволу випробувати апарат. Після короткого інструктажу він спланував з гірки і відразу замовив такий планер. Приїжджали подивитися на «літаючу людину» американці Пільчер, Герінг і Ленглі. Потім перші самі будували балансирні планери і успішно ширяли на них, а Ленглі спробував зробити аероплан. Та й Лілієнталь прийшов до висновку, що, оснастивши планер мотором, міг би не просто планувати з висоти, а літати по-справжньому. Для цього випробував двигун, що працював на природному газі і що обертає гвинт з шести лопатей, але він виявився недостатньо потужним. Аналогічною невдачею завершився досвід з двоциліндровим, 2,5-сильним мотором, що працювали на випарах вуглекислоти за принципом парової машини. Інших компактних і сильних силових установок в той час ще не існувало.
Цікаво, що Лілієнталь навіть почав оснащувати свої апарати «парашутами» (починаючи з 9ї модифікації). Так він охрестив прямі, еластичні рейки, вбудовані в носову частину планера, які оберігали його і пілота при падінні після пікірування. Одного разу Отто допустив помилку в пілотуванні, зірвався в піке з висоти 20 м, і «парашути» врятували йому життя.
Задумавши зробити одинадцятий апарат більш керованим, винахідник встановив на ньому кермо висоти, яким керував за допомогою троса.
З 1895 року Лілієнталь став займатися виключно біпланами, оскільки така схема дозволила скоротити розмах крила, зберігши його несучі властивості. Відкриттям німецького вченого стали дві штанги, якими пілот змінював у польоті кривизну крила — балансування старим способом ставала непотрібною. Так Лілієнталь першим застосував в практиці літакобудування «гошірування», що пізніше з успіхом повторили інші піонери авіації, в тому числі американці брати Райт і француз Л. Блеріо. Чи варто сумніватися в тому, що талановитий дослідник і експериментатор подарував би авіації чимало інших новинок. Однак доля розпорядилася інакше…
3 серпня 1896 року Лілієнталь зробив черговий політ з пагорба і почав готуватися до наступного, на новому біплані з кермом висоти. Одягнувши апарат на плечі, він після короткого розбігу злетів у повітря, а його помічник Бейлі включив хронометр, щоб контролювати час польоту. Спочатку все йшло добре — апарат плавно спустився до підніжжя пагорба, потім почав набирати висоту і раптом втратив швидкість, на мить зупинися, «встав на диби» і круто впав з висоти 30 м.
Коли Бейлі підбіг до місця катастрофи, Лілієнталь був без свідомості. Потім встановили, що у нього був переламаний третій шийний хребець. Викликали лікарів, відправили авіатора до берлінської лікарні, але врятувати його не вдалося — на наступний день Лілієнталь помер. Його останніми словами були: «Жертви повинні бути принесені …»

## Октав Шанют
Залізничний інженер Октав Шанют, який систематично збирав інформацію про світову розробку технології польоту, яку публікує у статтях з 1891 та в 1894 році у своїй роботі Progress in Flying Machines, дуже повна та систематична інвентаризація про польоти з машинами важчими, ніж повітря.
Занадто старий, щоб літати самому, він наймає кількох молодших помічників, включаючи Августуса Герінга, який раніше будував і пілотував планер Ліліенталя. Влітку 1896 року вони створили табір планерів в регіоні дюн на південному березі озера Мічиган. Спочатку вони спробують планер Ліліенталя, який їм здається небезпечним і важким для керування. Шанют має намір відкрити кращі засоби контролю, ніж переміщення ваги пілота, а також отримати певну автоматичну стабільність планера. Тому він розробляє мультиплан з крилами, які можуть відхилятися спереду назад, щоб регулювати центр підіймальної сили; він здійснює прогресивні модифікації, поки не зможуть бути здійснені повністю задовільні польоти. Нарешті, Шанют розробляє біплан, який стане відомим під назвою "Chanute Type" та попередник перших успішних моторних літаків. Дві несучі вигнуті поверхні є прямими від одного кінця до іншого і з'єднані балкою з вертикальними розпірками та діагональними нитками типу "решітка Пратта". Це проста, легка і дуже міцна конструкція; важить лише 23 фунти (10 кілограмів), вона перевозить 178 фунтів. Хвіст гнучко прикріплений, винахід Герінга, що покращує поздовжню стабільність; контроль отримується шляхом керування ногами зліва та справа, але були необхідні набагато менш інтенсивні рухи, ніж з планером Ліліенталя. У 1896 та 1897 роках на машинах Шанюта було здійснено більше тисячі рейсів без найменшої аварії, навіть на вітрі до 31 миль/год (50км/год); планер іноді летить вище, ніж вихідна точка. Більшість польотів здійснюються в прямому спуску, але Герінг також вчиться робити поворот і ковзати в поздовжньому напрямку вздовж пагорба, використовуючи вітер схилу. Він повідомляє про рейс 927 футів (282 метри) за 48 секунд, зроблений таким чином. Досліди призводять до підтвердження двоповерхової конструкції, яку Френсіс Х. Венхем вже запропонував у 1866 році, і яку Отто Ліліенталь перший успішно здійснив у 1895 році. Брати Райт для своїх планерів займаються хорошими дослідами біплана своїх попередників і, зокрема, конструкцією біплана Шанюта та більше їх розвивають.
У 1894 році "Mohawk Aerial Navigation Company" під керівництвом Чарльза Протея Штайнмета (1865-1923) був за життя Лілієнталя, першим клубом планерів у світі в Шенектаді, Нью-Йорк.

## Брати Райт

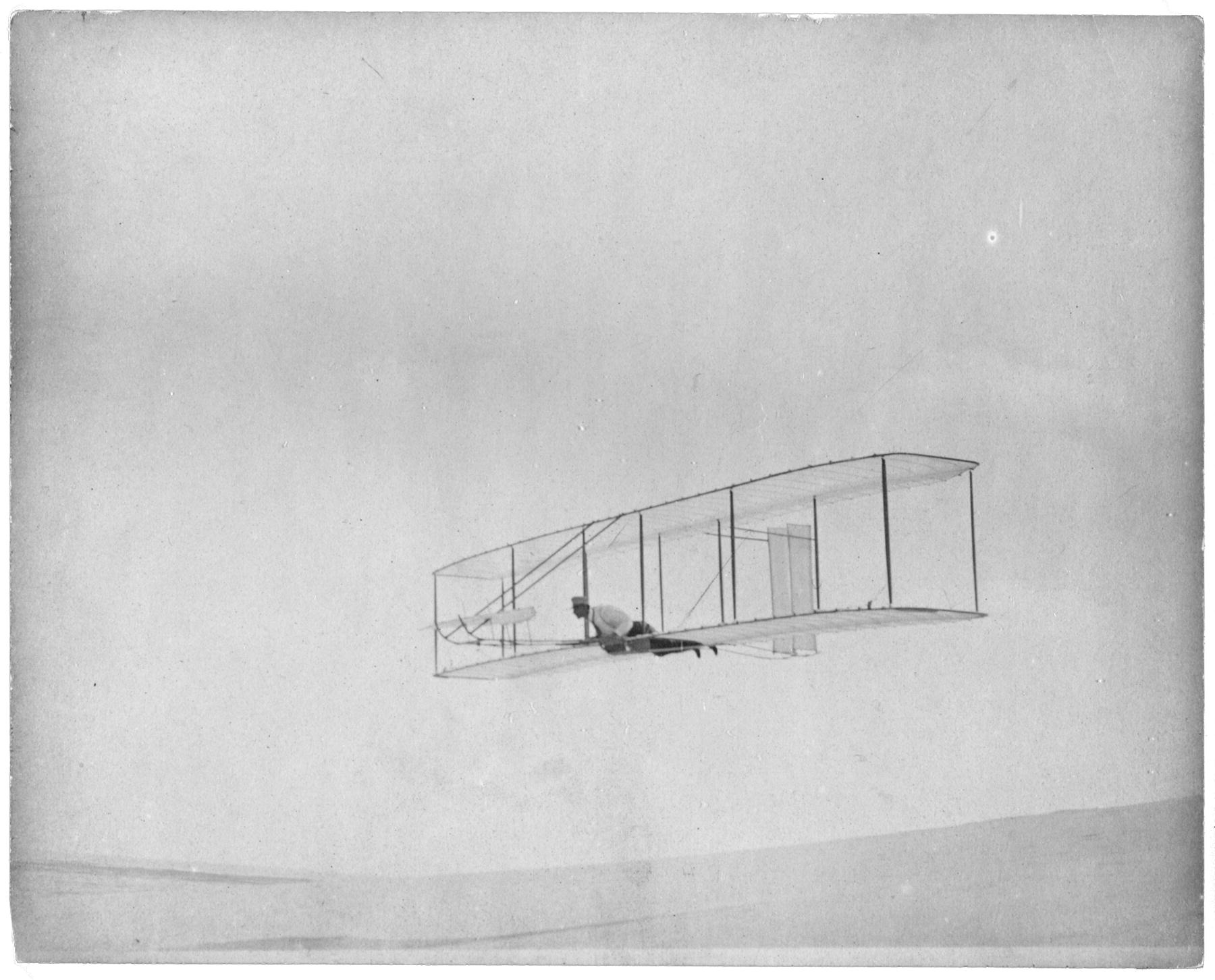
Планер Райтів

Взявши біплан Chanute, як модель для своїх концепцій, брати Райт вносять кілька важливих модифікацій. Щоб зменшити лобовий опір, пілот розміщується на животі на нижній поверхні. Їх найвидатніша реалізація полягає у розробці першого повного управління аеродинамічного польоту літака навколо трьох просторових осей, які вони самі вважають необхідною умовою для контрольованого польоту, і що вони вже зробили зі своїм планером Wright у 1902 року. Вони використовують механізм кручення крила (гоширування), попередник сьогоднішнього стабілізатора, для управління креном (бічний тангаж), руль глибини (встановлений спереду, літак-качка) для управління тангажем та руль напрямку для управління рисканням. З цим управлінням відносно трьох осей, як основа вони подають патент своєї літаючої машини в березні 1903 року (наданий в 1906 р.) Основа авіаційного будівництва сьогодні.
Брати Райт роблять свої перші випробування восени 1900 року в Кітті Хоук, у Північній Кароліні: лише кілька польотів, щоб довести обґрунтованість своїх теорій та ефективність механізму контролю. Наступного року, з другим планером, вони здійснили кілька хороших польотів; Шанют, який відвідує поле, заявляє, що вони зробили краще, ніж хто-небудь раніше, але брати розчаровані аеродинамічними якостями планера, які знаходяться нижче їхніх очікувань; для отримання надійних аеродинамічних даних для майбутніх концепцій вони будують невелику повітродувку, в якій вони проводять тести взимку. Планер 1902 року, з розмахом крил 32-фути і вагою 116 фунтів, — це найбільша машина, яка коли-небудь випробовувалася раніше, оснащена фіксованим вертикальним стабілізатором на додаток до руля глибини і пристроєм для гоширування крил. Протягом вересня та жовтня 1902 р. Райт цим планером здійснили майже тисячу польотів, вдосконалюючи його відповідно до досвіду, набутого в повітрі: спочатку вони практикують лише з рулем глибини, потім вони використовують деформаційні нитки: функціонування з двома системами управління посіяло плутанину, але вона була усунута; тенденція планера йти в занос на повороті була виправлена, перетворенням вертикального хвоста у мобільне кермо. Кермо та нитки гоширування були з'єднані попарно, оскільки обидва приводилися в дію разом.
Брати Райт не намагалися встановлювати рекорди, оскільки метою їх роботи були дослідження, а не вражаючі показники. Політ довжиною 622 фути (189 метрів), був здійснений протягом 26 секунд. Після повернення в Дейтон вони вирішили працювати на моторизованому літаку. Повернувшись у Кітті Хоук, у вересні 1903 року, з минулорічним планером вони стають експертами з планеруючого польоту, здійснивши багато рейсів тривалістю більше півхвилини, найдовший протягом 43 секунд. Іноді їм вдається планерувати на сильному вітрі схилу над початковою точкою, один раз довше 26 секунд. Після першого контрольованого польоту з мотором, 17 грудня 1903 р., дні планеруючих польотів для братів Райт закінчуються на тривалий час.
Шанют, який продовжував свої досліди для отримання автоматичної стабільності, припиняє свою активну роботу після того, як відправив одного зі своїх колишніх помічників Вільяма Евері, з планером Chanute на ярмарок Сен-Луїса 1904 року. Евері перший використовує лебідку для запуску.
Джон Джозеф Монтгомері з Санта-Клара, Каліфорнія, є ще одним американським піонером моторизованого польоту. Його робота розпочалася в 1883 році, але до 1905 року про неї мало знали, в цьому році він проводить виставки, запускаючи планери з повітряних куль на висоті 4000 футів. Планери Монтгомері мали крила, розташовані одне за іншим, які могли бути деформовані для напрямку та рівноваги. Хоча Монтгомері ніколи не претендував на перше місце, досліди Монтгомері в серії планерів в Отай Меса поблизу Сан-Дієго, хоча і відбулися після планеруючих польотів, європейських піонерів, таких як Кейлі та Ле Боїс, вважаються деякими істориками та організаціями, такими як перші контрольовані польоти літаючої машини важчої, ніж повітря в Америці.
Робота братів Райт, спостерігалася з великим інтересом з Франції, де Фердинанд Фербер працював з планерами з 1898 року. Фербер, Ернест Аршдикон, Габріель Вуазен, стимулюються за допомогою зв'язків з Шанютом із американськими досягненнями, і намагалися їх імітувати з змінними результатами. Сам факт, який варто згадати, полягає в тому, що вони спробували перший автоматичний буксир у 1906 р. Дорогоцінна робота здійснена Хосе Вайсом в Англії та Іго Етрішем в Австрії, які використовували планери для вивчення та автоматичної стабільності, але це головним чином на користь дизайну моторних літаків.
Орвілл Райт повернувся до польоту без двигуна на короткий період, але лише для того, щоб перевірити новий пристрій стабілізації для літаків. У жовтні 1911 року на своєму колишньому полі для польотів Кітті Хоук він пролетів до 9 хвилин і 45 секунд, встановивши рекорд, який не буде перевершений протягом десяти років. Це створило короткий оновлений інтерес до планеруючих польотів, і деякі лідери сучасного планеруючого польоту в Америці здійснили свої перші польоти на hang glider з кустарного виробництва на той час.

## Васеркупе
У Німеччині спадщина Ліліенталя була перейнята в 1909 році групою школярів у Дармштадті. Як і багато інших молодих людей, вони використовують простині та керма для побудови примітивних планерів. Але на відміну від інших, ця група залишається об'єднаною, поки не буде розділена Першою світовою війною. Ці хлопці виросли; деякі з них стали студентами в Technische Hochschule, їх теоретичне розуміння збільшилося, і їхні уявлення покращилися. У 1912 році, під час літніх канікул, вони відкрили чудове місце для польоту без двигуна, в горах Рони, на Вассеркуппе, в Гессі. У цьому місці Ганс Гутермут, 22 липня 1912 року, здійснив рекордний політ у 2700 футів (838 метрів), що тривав 1 хвилину 52 секунди, який не буде побитий до 1920 року Вольфгангом Клемперером1. Васеркупе стане епіцентром планеризму після Першої світової війни.

## Перша Світова війна
Фрідріх Харт (1880—1936) дуже рано, зацікавлюється відкриттями Отто Ліліенталя, і він починає будувати планер після повернення до Бамберга, де він відвідував початкову школу. Він будує крила, прив'язує їх навколо тіла і випробовує їх. Незабаром, у 1909 році, паралельно до своєї роботи баумейстера, він починає будувати планери, і в 1910 році зробив свої перші спроби планеруючого польоту на Кульм де Людваг. Він уже на службі міста як обербаурат (начальник будівництва), але він проводить свій вільний час для будівництва та випробування своїх літаючих машин; незабаром він має помічника Віллі Мессершмітта, 15-річного сина торговця вином Бамберга, який згодом стане його учнем. З початком Першої світової війни Харт зарахований на військову службу і повинен негайно перервати його спроби, але Месершмітт побудував планер S 5 відповідно до його планів. Під час відпустки вони здійснюють рейси на висоту 20 м і до 300 м. 13 вересня 1921 року Харт здійснює рейс, що триває 21 хвилину 27 секунд над Гейдельштейном на Роні зі своїм монопланером Харт-Месершмітт S 8. Це був новий рекорд витривалості, під час якого він зазнав аварії та дістав певні травми, від яких він повністю не одужав. Після закінчення війни Месершмітт вивчатиме інженерію в Мюнхенському технічному університеті з 1918 по 1923 рік, і, поки він ще є студентом, заснував Messerschmitt Flugzeugbau Gmbh у Бамберзі, який, крім планерів, розвиватиме спортивний літак M 17 та моторизований комерційний літак M18. У 1923 році Ганс Хакмак здобув приз найвищої висоти з конструкцією S14 Месершмітта у змаганнях з планеруючого польоту Рони.

## Міжвоєнний період
З розв'язанням Першої світової війни та швидким розвитком літака, який є результатом війни планеризм майже забутий.
Відродження та розвиток планеризму значною мірою припадає на післявоєнний час, Німці, які позбавлені використання моторизованих літаків, Версальським договором, звернулися до можливостей планеруючого польоту. Під час Першої світової війни літак був вдосконалений як зброя, але адаптація до військових потреб зробила його неадаптованим для мирних цілей: це було небезпечно для спорту, і не економічним для торгівлі. Оскар Урсінус, редактор німецького журналу Flugsport, розпочинає кампанію для розвитку цивільних літаків на основі здорового аеродинамічного дизайну, а не на грубій силі надмірної моторної потужності. Згадуючи школярів Дармштадта, він пропонує планеруючі польоти та польоти в висхідних потоках в горах Рони, обслуговуючи наукові дослідження та спорт.
Коли в 1921 році перший політ більше години був здійснений на висхідному вітрі над Роною, на Вассеркуппе, планеризм отримав такий поштовх, що постійний прогрес був зафіксований з цього часу. Протягом 1920-х та 1930-х років німці будуть домінувати в міжнародних змаганнях з планерних польотів та нададуть спорту їхню орієнтацію · .

### Змагання з планеризму на Роні
Версальський договір забороняв будь-яку форму моторизованого польоту в Німеччині, багато молодих пілотів та дизайнерів літаків звернулися до планеризму як до спорту. Під впливом Оскара Урсінуса та Теодора фон Кармана, аматори та серйозні навчальні університетські групи почали будувати планери. Перше змагання відбулося в 1920 році на Вассеркуппе. Серед тих, хто збирається на Вассеркуппе, є інженери та вчені, а також аматори та колишні пілоти війни, які бажають знайти спосіб задовольнити своє бажання літати. Деякі з планерів моделюються відповідно до моторних літаків, інші — hängeliters типів Ліліенталя та Шалюта. У той час як багато «польотів» були лише спотиканнями, що закінчувались аварією, Карман та його команда RWTH Aachen зі своїм планером FVA-1 Schwarzer Teufel (Black Devil) є піонерами методу запуску за допомогою резинки і регулярних рейсів більше хвилини, а потім посадка без аварії. Потім подія повторювалася щороку з постійним поліпшенням планерів та результатів.
Одночасно сформувалася ще одна група планерів (під імпульсом подвигів Фердинанда Шульца) у піщаних дюнах Россіттена на перешийку Курланд на сході Пруссії. Хоча віддалені один від одного, ентузіасти Вассеркуппе та Роситтена часто зустрічаються та порівнюють ідеї, концепції та методи. Було запропоновано великій організації координувати діяльність Рони та дюн Россіттена, а також усіх інших планерних клубів, які могли б бути засновані. У 1924 році «Ренватер» Оскар Урсінус переконує секретаря повітряного транспорту Міністерства транспорту того часу, доктора Бранденбурга, заснувати національну планерну організацію, Rhön-Rossitten Gesellschaft. RRG організовуватиме планерні змагання Рони з 1925 по 1931 рік.
З цього ще неформального руху народжується університетські польотні групи, Akaflieg, які спрямовані на науковий розвиток та практику для своїх студентів. Їх фінансово підтримують фондами Reichswehr, які — як і популярні спортивні школи для піхоти — сподіваються мати можливість обмежитись належно навченими пілотами у разі переозброєння. Перші академічні польотні групи проходять підготовку в Екс-Ла-Шапеллі, Дармштадті та Берліні-Шарлоттенбурзі (всі в 1920 році), а за ними йдуть інші. Незважаючи на те, що багато членів вже перебувають у армії Fliegertrupe der Deutshen під час Першої світової війни, немає спорідненості з духом мілітаризму та націоналізму Академіше Флігершфф або студентськими корпораціями. Навіть якщо пізніше, для колишніх членів після навчання, назва «Alter Herr» (Старі джентльмени) або «Alte Damen und Herren» (Старі дами і джентльмени) з'являться, Academic Fliegergruppen не матимуть і досі не мають корпоративних структур, але будуть характеризуватися і ще й сьогодні досить вільними способами.
Дух оптимізму розвивається в Akafliegs, описаними жартома як «rhöngeis».

## Перші планери
Перші планери (англійською: primary gliders) - це категорія літальних апаратів, які пережили світову популярність у 1920-х та 1930-х роках, коли люди шукали прості та недорогі засоби, щоб навчитися літати. Планери Віллі Пелцнера були розроблені в 1920 році як прості та недорогі для побудови та обслуговування, щоб заохотити молодь до участі в авіації. Це були дуже легкі з різним розмахом крил біплани Hängegleiters, обладнані міцною і легкою структурою, підкріплені нитками та тростинами, покритими змащеним папером. Фіксовані хвостові поверхні ззаду забезпечують стабільність, але контроль базувався на регулюванні центру ваги рухом тіла пілота. Пелцнер пілотував свої планери під час перших двох планерних змагань Рони у 1920 та 1921 роках.
Hols der Teufel - це одномісний тренувальний планер, що виробляється в повному обсязі в Німеччині з 1928 року. Він будувався та використовувався у всьому світі. Першим планером, який носив назву Hols der Teufel, був впливовий Djävaler Anamma, розроблений Олександром Ліппіхом у 1923 році. Ім'я було пов'язане з лайкою двох шведських студентів цехів Вассеркуппе, для яких це була улюблена фраза. Це перекладається на німецьку мову "Hols der Teufel". Основною його структурною характеристикою була рамка A, яка носила крила з металевим армуванням і пов'язана з заднім фюзеляжем плоскими лонжеронами. Потім він еволюціонував через Schneider Grunau 9, щоб стати дуже популярним Zögling, який уникав ланки перед спірним "skullsplitter" з рамою у формі А з вертикальною підпіркою за пілотом, і був пов'язаний з вторинним RRG Prüfling який замінив в'язь жорсткості жорсткими розпірками. Наступна машина, яку називають Hols der Teufel, була розроблена Ліппіхом та Гансом Джейкобсом у 1928 році, можливо, з допомогою Олександра Шлейхера. Безпосередня наявність детальних планів та той факт, що завдяки низькому навантаженню крила, Hols der Teufel був одним із рідкісних тренувальних планерів із здатністю підніматися в висхідних потоках, щоб привезти пілота до значка C, спричинила загальну аматорське конструювання в цілому світі, хоча загальну кількість важко встановити. Дванадцять були зареєстровані в Угорщині, один імпортований в 1929 році, а інші побудовані на місцевому рівні між 1931 та 1938 роками. 7 фігурують у Сполученому Королівстві в реєстрі BGA, щонайменше один, літав у London Gliding Club  протягом декількох років. Під час Другої світової війни деякі використовувались в АТС. Двоє були побудовані швейцарським іммігрантом у Бразилії, один з яких експонувався в авіаційно-космічному музеї в Ріо-де-Жанейро, єдиний оригінальний екземпляр, що вцілів.

## Від планеруючого польоту до польоту у висхідних потоках, швидкий розвиток метеорології
Брати Райт надали перші дані, що стосуються висхідного польоту на схилі. Історія розповідає, що в Кітті Хоук в Америці, з машиною власного виробництва, вони пролетіли дистанцію лише в 33 метри за хвилину дванадцять секунд. Цих цифр достатньо, щоб переконати авіатора, що мова йде про політ у висхідному потоці, тобто що було використано висхідні вітри, утворені дюнами узбережжя. Після їх успішного моторизованого польоту брати Райт повернулися до Кітті Хоук 24 жовтня 1911 року, щоб продовжити свої досліди з планерами; Тут Орвілл Райт здійснює політ у висхідному потоці тривалістю 9 хвилин 45 секунд — «у зубах вітру» — на вітрах, що виробляються дюнами, рекорд, який залишився десять років. Вільбур Райт обрав Кітті Хоук як місце для випробування літальних апаратів у 1900 році після вивчення таблиць середніх годинних швидкостей вітру, зафіксованих у 120 метеостанціях, керованих Національним Погодним Бюро США; підрахунок даних показав, що вітри Кітті Хоук дмуть із швидкістю, яка займає шосте місце у США; це та ізоляція сайту від журналістів призвели до вибору місця
На Васеркупе Вольфганг Клемперер із Шварцером Теуфелем б'ють рекорд Орвілла Райта з 13-хвилинним польотом; рекорд побитий Артуром Мартенсом, який летить протягом 15 хвилин 30 секунд, а пізніше Фрідріхом Хартом, планерні польоти якого розпочалися до війни, його рекорд 21 хвилина 13 секунд. Саме під час третьої зустрічі у Роні у 1922 році речі справді почали рухатися. Спуски на планеруючому польоті відтепер забавка для дітей; досвідчені пілоти починають освоювати мистецтво польоту у висхідному потоці. На «Вампірі», розробленому та побудованому викладачами та студентами Технічного інституту Ганновера, першому справжньому планері, Артур Мартенс, здійснює 18 серпня 1922 року, перший політ без двигуна тривалістю більше години (1година 6 хвилин), піднімаючись на висоту 108 м; Артур Мартенс використав техніку, запропоновану Вальтером Джорджі, директором дослідницького департаменту RRG, використання висхідних повітряних мас біля схилу, перед переважаючими вітрами, і перед схилом створюють великі фігури у формі 8. Наступного дня Фріц Хенцен пробув у повітрі 2 години 10 хвилин, а через п'ять днів більше 3 годин 6 хвилин. Інші пілоти на інших машинах потім здійснюють подібні рейси. Джорджі, повертаючись пізніше до цього дня 18 серпня 1922 року, оголосить, що саме цього дня народився планеризм; між іншим, це заохотило Джорджі спеціалізуватися на метеорології та взяти на себе відповідальність за RRG. Того ж року Артур Мартенс заснував першу планерну школу у світі, яка носить його ім'я. Звістка про ці польоти пройшла Європою, збільшивши участь у спорті в багатьох країнах; до цього політ без двигуна привертав мало уваги поза невеликою групою ентузіастів, але ці досягнення продемонстрували його можливості для всього світу. Багато планерних зустрічей мало місце у Ітфорд-Хіллі, в Сассексі в Англії (1923), у Біскрі, Алжирі, у Вовіллі, у Франції (другий експериментальний конгрес з 6 по 26 серпня 1923 р., перший експериментальний конгрес авіації без двигуна в Клермон-Феррані відбувся на Пуй-де-ла-Комбаграсі з 6 по 20 серпня 1922 р.), а також на Кримському півострові, у Узун-Сірт. Французькі пілоти протягом певного часу були серйозними претендентами на перші відзнаки: у січні 1923 року у Джозефа Торест літав на літаку з двигуном, вимкнувши двигун протягом 7 годин, рекорд побитий Алексісом Менейролом, потім Жоржем Барпотом, політ якого триває більше ніж 8 годин 30 хвилин наприкінці року. Висота 1750 футів також досягнута французом, Дешампом.
11 травня 1924 р. Фердинанд Шульц зі своїм FS3, прозваний Бессенсіелкісте (шафа для мітел), летить у 2-му змаганні з прибережного польоту в Россітені протягом 8 годин 42 хвилин, світовий рекорд у безперервному польоті. Як і у його FS2 у 1921 році, його FS3 не був прийнятий на змагання у Роні у 1923 році з міркувань безпеки.
Після тривалих польотів Мартенса та Генцена в 1922 році настала криза в планерному русі, в міру того як багато хто вважав, що від планеризму потрібно відмовитися: пілоти, нудьгували, літаючи над схилами і були розчаровані повільною швидкістю та важкими відновленнями, які слідували за більшістю посадок. Ці люди вважали, що можливості планеризму вичерпані і що прийшов час звернутися до моторизованого польоту.Справді, літак з двигуном мав багато чого навчитися з точки зору будівництва та аеродинаміки високоякісних планерів, які в той час більш-менш нормалізувалися. Можна було б розробити більш економічні моторизовані літаки, застосувавши частину досвіду, набутого в планеризмі. На відміну від інтересів планеризму, було вирішено організувати у Роні, змагання планерів з  допоміжними двигунами, тобто легких літаків, в той же час, що і змагання з планеризму. Літаки з легким двигуном, які стали доступними в Німеччині в 1926 році, віддалили численних пілотів від планеризму; і спорт, можливо, зник би, якби метеорологи та пілоти не виявили та не картирували нові форми підіймальної сили, що означає кінець руху планеризу. Однак планери переважали над легкими літаками.
12 серпня 1926 року Макс Кегель прославився, коли виграв сьоме планерне змагання Рони. Віддавшись на волю потужних висхідних течій під час грози, після зльоту з Вассеркуппе, він мимоволі набрав приблизно 2000 м висоти, так що він зміг прилетіти до Мейнінгену. Хоча відкрита кабіна планера залишила голову без захисту, Кегель пережив екстремальну турбулентність, дощ та град. Відстань польоту становила 55,2 км, це був світовий рекорд. Політ у хмарах - як називають цей тип польоту - був небезпечним; але практика допомогла посилити спорт, генеруючи рекламу, оскільки німецькі пілоти подвоїли світовий рекорд на відстань менш ніж за три роки.
На початку 1930-х років метеорологи зрозуміли взаємозв'язок між географією та атмосферною конвекцією: купчасті хмари найчастіше утворюється над великими гірськими долинами, всіяними водоймами, над гірськими схилами, нагрітими сонцем, болотами та іншими ділянками, які можуть виробляти водяну пару, а також відкритими полями лук. Можливість того, що терміки можуть утворюватися майже в будь-якому місці на землі, надихнули експедицію Джорджі до Південної Америки, де Хайні Діттмар, 16 лютого 1934 встановлює світовий рекорд висоти, піднімаючись на висоту 4 621 м (15 200 футів), з Кампо Дос Анфонсос Ріо-де-Жанейро.
Під час планерного змагання, організованого у травні 1937 року, Йоахім Кюттнер зібрав дані з двадцяти п’яти планерів, оснащених інструментами, щоб вивчити орографічні хвилі, що утворюються під дією вітру з гір Гіршберг та Різенгебірг. Кюттнер підніметься до 7,387 м (24 300 футів) у цій хвилі під час власного розвідувального польоту, через чотири місяці. Висхідний хвильовий потік був відкритий у 1933 році Вольфом Хіртом та одним із його студентів Гансом Дойчманом у Грунау.

## Змагання
У той час як авіатори та виробники літаків решти світу працюють над покращенням літальних якостей моторизованих літаків, німці розробляють, розвивають та керують все більш ефективними планерами та виявляють засоби використання природніх потоків повітря в атмосфері, щоб літати на них далі та швидше. Багато з цих пілотованих планерів у 1920 році, є Hängeliter в тому сенсі, що вони все ще контролюються лише балансувальними рухами тіла пілота · . Протягом наступного десятиліття змагання набуло популярності. Не менше 70 європейських клубів планерів відправлять свої найкращі планери та пілотів, щоб змагатися за премії на тривалість, висоту та відстань, найбільш бажана премія - це премія запропонована президентом Полом фон Хінденбургом. Не менше 60 000 глядачів збираються на гірських схилах, щоб бути присутніми при цих подіях. Майже всі європейські авіаційні інженери того часу будуть там перевіряти та модифікувати їхні літаки, і будуть створені зв'язки (які досягнуть NACA · . Деякі  дизайнери конкуруючих планерів будуть Альфред Жимніх, Готлеб Еспенлауб, Олександр Ліппіх, Хайнц Шнайдер, Франсіс Шардон, Віллі Пелцнер і Ганц Ріхтер, коли він був інженером. Анрі Міньєт буде зайнятий у Франції та Чеслав Таньський в Польщі.
Після результатів, отриманих німецькими змаганнями Рони, різні змагання будуть розпочаті по всьому світу.

### Ітфорд Хілл, Сассекс
У серпні 1922 року Daily Mail запропонувала 1000 фунтів стерлінгів за найдовший політ, здійснений немоторизованим літаком і важчим, ніж повітря. Конкурс повинен був бути організований Royal Aero Club, який вибрав місцевість Ітфорд Хілл, в Sussex South Downs поблизу Льюеса та дату з 16 по 21 жовтня. Це дало конкурентам шість тижнів, щоб розробити, побудувати та транспортувати свої планери; 13 приїхали вчасно, і одним із них був планер Handasyde, номер 2 змагань, який повинен був бути пілотований FP Raynham. Незважаючи на вітряні погодні умови протягом тижня змагань, Рейнхем кілька разів пілотував Handasyde. Після кількох навчальних занять у вихідні він здійснив два польоти на змаганнях в понеділок 16 жовтня, найкращий з яких тривав 11 хв 23 с. Дізнавшись про заходження на посадку, прийняте Ентоні Фоккером, який мав більший досвід в планеризмі, він значно покращив свій час наступного дня до 113 хв і, здавалося, був готовий до призу Daily Mail. У четвер було мало польотів через вітри, і команда Handasyde скористалася, щоб встановити подовження та збільшити відхилення стабілізаторів. Однак у другій половині останнього дня, суботу, 21 жовтня, француз Алексіс Маньярол залишався в повітрі 201 хв у своєму планері Peyret з тандемними крилами. Рейнхем здійснив ще один політ, але він був коротким, і йому довелося задовільнитися премією Ожілві в розмірі 50 фунтів стерлінгів за найкращий британський політ у перший день та ще один приз £ 10, комерційної палати Сіфорда, за найдовший політ по прямій лінії. Потім він отримав трофей Британія за найбільш перспективний британський політ року.

### Комбграс, Бан Орданша в Оверні, Вовіль
За підтримки Міністерства війни та аеронавтики, перший експериментальний конгрес авіації без двигуна в Клермон-Феррані відбувається на схилах Пуй-де-ла-Комбграсса з 6 по 20 серпня 1922 року в Пуй-де-Домі . Тут можна побачити французького чемпіона Еріка Несслера, Жоржа Абіала та Жана Касале на моноплані Луї де Монж.
Конгрес слідує за результатами, отриманими німецькими  змаганнями Рони. Тоді Франція ігнорувала майже всі "механізми" німецьких польотів. Організатори обрали Комбграс, ігноруючи всі характеристики Вассеркуппе. Організатори просто знайшли висоту, з якої планери могли злетіти і площадки навколо, де вони могли приземлитися, різниця рівнів достатньо велика, щоб здійснювати планеруючі польоти. Вибір Комбграсу потім критикували; вітри тут майже не існували або були несприятливими для довгих польотів. Після цього першого конгресу центр встановлюється на постійній основі в Бан Орданш, який став колискою французького планеризму з 1931 по 1939 та з 1941 по 1943 рр. Другий експериментальний конгрес авіації без двигуна відкривається у Вовілі з 5 по 27 серпня 1923 р. 21 серпня 1923 року Алексіс Манейрол виграє випробування на тривалість польоту на авіаційній зустрічі у Вовілі, протримашись в повітрі 4 години, 22 хвилини та 13 секунд.

### Узун-Сирт в Криму
У Москві, на початку 1920-х років,ентузіасти планеара були достатньо численними, щоб організувати за підтримки Главвоздухофлоту радянських повітряних сил, гурток "Парящий полёт". Група буде керуватися пілотом Костянтином Арцеуловим (онук художника Івана Айвазовського) і включатиме спеціаліста з аеродинаміки Володимира Вечінкіна та пілота Ніколая Аношченка. Незабаром члени гуртка почали будувати планер  A-5 розроблений Арцеуловим. Пристрій був зібраний безпосередньо у правому крилі палацу Петровського (сьогодні район станції метро Динамо), де базувався "Парящий полёт". Влітку 1923 року планер був готовий і здійснює свій перший рейс. Трохи пізніше "Парящий полёт" приєднається до гуртка планеризму при Академії повітряного флоту - майбутня Академія інженерів ВПС Жуковського. А в березні 1923 року панросійське товариство друзів повітряного флоту було створено, що забезпечило масовий характер радянського планеризму ·  · .
Ідея організації перших змагань з планеристів з усього Союзу в Криму була розпочата Арцеуловим, який мав гарне уявлення про можливі польоти у висхідних потоках навколо низьких гір поблизу Коктебеля. Перше планерне змагання всього Радянського Союзу відкрилося 1 листопада 1923 року в Узун-Сирті, змагання зібрали 10 планерів. Серед учасників Сергій Миколаєвич Люшин (один із засновників Мікоян-Гуревич); змагання закінчуєються вісімнадцятьма днями пізніше. A-5 встанвлює рекорд тривалості польоту: 1 година 20 хвилин і 30 секунд. На той час Арцеулов не пілотував, він лікував два переломи, яких зазнав під час невдалих випробувань першого радянського винищувача I-400, розробленого Полікарповим. Наприкінці листопада всі літаки були відправлені назад до Москви, щоб бути виставленими в палаці Петровського.
Серед тих, хто буде асоціюватися з "Парящий полёт", існує багато майбутніх відомих дизайнерів радянських літаків, таких як Сергій Іллюшин або Сергій Люшин та Олександр С. Яковльов, які працюватимуть разом. Протягом наступних десяти років Арцеулов здійснить велику кількість польотів. Серед любителів планеризму, які будуть працювати з ним над дизайном планерів, будуть інші майбутні знаменитості, такі як Олександр Яковлев і Сергій Корольов, Олег Антонов і Сергій Іллюшин. Арцеулов вже готувався отримати титул почесного пілота СРСР, коли його раптово заарештували і в лютому 1933 року заслали до Архангельська, де він прожив 14 років. Він ніколи не повернувся до авіації. Всого  з 1923 по 1935 рр.в Узун-Сирті відбулося 11 змагань. У 1977 році було вирішено створити базу досліджень для планерів ЦАГІ в Узун-Сирті; У 1992 році база була реорганізована в планерний центр Коктебель. Офіційно Узун-Сирт називається "Гора Клементьєв", на згадку про пілота-випробовувача планерів Петра Миколайовича Клементьєва, який загинув тут під час випробувань нового планера 11 вересня 1924 року.

### Ельміра
У 1928 році з безпечними планерами Німеччина модернізувала планеризм; п'ятнадцять тисяч німців тоді практикували планеризм, а планерні клуби в Німеччині були такими ж численними, як гольф-клуби в Америці. 30 травня 1928 року в Провінстауні запрошені Американським безмоторним авіаційним клубом, німецькі пілоти планерів Пол Лабенталь, Пол-Франц Рор та Пітер Гессельбах з Рен-Россіттен Гесельшафт, щоб створити першу офіційну планерну школу в Сполучених Штатах ("Щоб навчити Америку літати без пального"); Вони приходять зі своїми планерами D-17 Darmstadt, які є першими планерами, які справді виглядають як сучасні планери. Їхні польоти роблять багато реклами; Але до їх приїзду студенти Массачусетського технологічного інституту були зайняті розробкою того, що, як кажуть, є першим флотом планерів в Америці; Вони також пілотують їх у Кейп Коді та Ельмірі. Того ж року Едвард С. Еванс промисловець Детройту, який відправив свого сина до Вассеркуппе, заснував перший планерний клуб, перетворення якого в Національну планерну асоціацію він контролює в 1929 рр. З часом в США формуються клуби, встановлюються зв'язки з Рос-Роситеном Гесельшафтом та Британською планерною асоціацією; у 1931 році в Національній планерній асоціації було 60 клубів планерів і приблизно 1800 членів (у США було майже 200 клубів планерів з близько 3000 членів). Під егідою Еванса в Ельмірі будуть створені перші два національні змагання з планеризму (National Soaring Contests з 1930 та 1931 рр.). Боулус знаходиться на першому National Soaring Contests 1930 року, де він зустрічається з Гусом Галлером, Вольфом Хіртом та Мартіном Шемппом, тоді компаньйонами в Haller-Hirth Sailplanes Manufacuring Company; з Хіртом у 1931 році він відкриває планерну школу, Bowlus Glider School. Польоти, здійснені на першому National Soaring Contests німцями на їх планерах з високими літальними якостями викликали зацікавленість в братів Швейцер, які їдуть 230 миль на сімейному форді, щоб брати участь в другому National Soaring Contests в 1931 році. Хоча Національна планерна асоціація припинила своє існування в 1931 році, на її основі була створена Soaring Society of America.
Але пристрасть Хоулі Боулуса до планерів старша, вона бере свій початок у  Los Angeles International Air Meet у 1910 року; Хоулі Боулус у Сполучених Штатах між 1911 та 1929 роками побудував серію з п’ятнадцяти планерів власної розробки, і б'є один із рекордів братів Райт, які протримався 18 років; він отримує ліцензію планера номер два, видану США, і підписану Орвіллом Райтом; Він також бере участь в команді, яка будує літак "Дух Сент-Луїса". Політ Ліндберга до Франції 20 травня 1927 р. електризує ціле покоління і штовхає частину молоді цього часу керувати як моторними літаками, так і Primary glider, дешевими планерами.
Мартін Шемпп, народжений у Штутгарті, емігрував до США в 1926 році; конференція Ліндберга про переліт над Атлантикою надихає його настільки, що він повертається до Німеччини в 1928 році, щоб навчитися літати; після закінчення основної планерної підготовки він здобуває ліцензію пілота моторизованого літака в компанії Клемма в Боблінгені; у цей час він зустрічає Вольфа Хірта, з яким він встановлює тісну і тривалу дружбу; Шемпп повертаєтьсяв до США в 1929 році, щоб розробляти там німецькі планери за ліцензією Haller-Hirth Sailplanes та щоб бути офіцером як інструктором з планеризму в Haller School Of Soaring Flight в Пітсбурзі; видовищні рейси з низкою мимовільних вимушених приземлень роблять його відомим в США; після своїх успіхів на 2-му National Soaring Contest в Ельмірі, який став американським еквівалентом Вассеркуппе, він отримує "Срібний значок С" (світовий 8 номер) і оселяється в Каліфорнії, де він працює з Боулусом над його планером із високими літніми якостями, Bowlus 1-S-2100 Super Albatros; на Боулуса сильно вплинула робота німців; крило Super Albatros - це майже копія крила Вена Роберта Кронфельда; Super Sailplane і Senior Albatross обох використовують один і той же профіль крила Göttingen 549; коли Боулус будує серію Senior Albatross, корпус кабіни схожий на корпус Фафніра, створений Олександром Ліппіхом для пілота Гюнтера Грінхоффа; У 1934 році, вважаючи, що його професійні перспективи в Сполучених Штатах занадто непевні, Шемпп прийняв пропозицію від Вольфа Херта, який повернувся до Німеччини в 1934 році, а потім був директором школи планеризму в Хорнберзі; за допомогою Хірта Шемпп відкриває власний підприємство в Гоппінгені в 1935 році: Sportflugzeugbau Göppingen Martin Schempp, він побудував Gö 1 Wolf та Göppingen Gö 3 Minimoa, який зараз вважається одним із найкрасивіших планерів ери дерева; у 1938 році Вольф Хірт, в основному відповідальний за дизайнерські роботи, офіційно стає співробітником компаніЇ, яка потім взяла нову назву "Sportflugzeugbau Schempp-Hirth".
20 червня 1931 року Роберт Кронфельд був першим пілотом планера, який перетнув Ла Манш в обох напрямках.

### Міжнародні рекорди
З моменту створення змагання з планеризму Рони протягом шістнадцяти років, до 1937 року, світові рекорди досягнуть 40 годин і 45 хвилин тривалості, понад 19 000 футів висоти (5 791 метрів) та 405 миль для дистанції (652 км, російський рекорд, встановлений Віктором Расторгуєвим). Однак США відстають. Американський рекорд тривалості в той час становив 11 годин 36 хвилин, здійснений у Гонолулу в 1932 році; рекорди висоти та дистанції, обидва, що належать Річарду К. дю Понту, президенту Soaring Society of America, є відповідно 6233 футів (1900 метрів) та 158 миль. 2 травня 1938 року, на Göpailingen Gö 3 Mimo, що належить  дю Понту, Левін Б. Баррінгер приведе американські рекорди до 7500 футів і 212 миль, для рейсу з водоспаду Вічіта до Тулси в США, дуже далеко від російських рекордів. У 1937 році у світі є майже чотириста пілотних ліцензій "Срібний знак С"; найбільша кількість з них в Німеччині; Польща є другою з 56, Англія третя з 26, четверта Австрія з 14, а США - п'ятим лише 10. Ліцензія "С" та значок до ліцензії "Три Чайки" видається польоту, під час якого пілот підтримує висоту, більшу, ніж точка відчеплення планера протягом принаймні п’яти хвилин. "Срібний знак C" призначений для пілотів, які задовольнили наступні три вимоги за два або більше польотів: тривалість 5 годин, відстань 50 км або 31 миля та висота 1000 метрів або 3280 футів. Першими переможцями "Срібного значка С" стали Вольф Хірт та Роберт Кронфельд 15 лютого 1931 року. Ці ліцензії були видані Міжнародною комісією з планеризму, місце розташування якої знаходиться в Парижі або її представником у кожній країні.
У 1938 році медаль Ліліенталь була створена Міжнародною авіаційною федерацією (FAI), видається людям, які вирізняються своїми досягненнями або помітною участю у сфері планеризму. Перший одержувач - польський пілот Тадеуш Гура для рейсу 577,8 км, польський рекорд, але не світовий рекорд.
З липня 1933 р. Гітлер змусив проголосувати за закони, які спрямовують всю економіку Третього Рейху на переозброєння. Після смерті Пола фон Гінденбурга у вересні 1935 року прапор нацистської Німеччини замінив імператорський прапор на всіх планерах, особливо на міжнародних змаганнях.

## Друга Світова Війна
Ще до підйому націонал-соціалізму планеризм Рони служив симпатичною алегорією німецького націоналістичного відродження. Версальський договір дає історичний сенс та контекст планеризму тільки після серпня 1922 року, коли пілоти планерів досягають рекордів витривалості однієї, двох і нарешті трьох годин, берлінська преса вітає ці подвиги, як справжні патріотичні дії. Однак, як тільки зв’язок між планеризмом та німецьким націоналізмом усталюється, історія переписана, щоб дати навіть початку планерного руху в 1920 році політичний замисел.
Під покровительством DVL (Deutsche versuchsanstalt für luftfahrtde, попередником нинішнього DLR (Deutsches Zentrum für luft-und raumfahrt), деякі Akafliegs вперше змогли уникнути нацизму, в націонал-соціалістичну епоху. Незадовго до Другої світової війни вони були включені в Nationalsozialistischer Deutscher Studentenbund  як технічні польотні групи (Flugtechnische Fachgruppen, FFG). На той час розробки літаків в основному були пов'язані з військовими технологіями. Rhön-Rossitten Gesellschaft як незалежна компанія вже не могла існувати в єдиній нацистській Німеччині. У рамках приведення до покори (Gleichschaltung) RRG були розформовані і інтегровані в Німецьку асоціацію повітряного спорту (DLV); Потім це стало Nationalsozialistisches Fliegerkorps (NSFK) у 1937 році; Аероклуб Wasserkuppe був частково поглинений гітлерівською молоддю. Науково-дослідний інститут RRG був перейменований у 1933 р. Deutsche Forschungsanstalt Für Segelflug (DFS), німецький дослідний інститут планеризму у 1937 році був розвинений Джорджі, щоб стати одним з головних німецьких інститутів дослідної авіації. У новій компанії Ліппіх був уповноважений зберегти свою посаду головного дизайнера. Як і багато німецьких вчених, Ліппіх буде "прийнятий" у Сполучених Штатах після війни в рамках операції PaperClip. Планерна школа Хорнберга  стає одним із найважливіших і найпопулярніших навчальних центрів формування планеризму Вюртемберга, а колишній німецький Рейх під керівництвом Вольфа Хірта повинен був стати Hochschule des Segelflugs, але був швидко реорганізований у Reichssegelflugschule відповідно з військовими вимогами націонал-соціалістичної ери.
У середині 1941 року у Сполучених Штатів було близько 197 планерів і від 100 до 365 пілотів планерів (журнал Time інформує про 154 сертифікованих пілотів планерів, кілька навчальних шкіл літаків та менше 200 планерів); Німеччина має 300 000 пілотів планерів, частина яких створить еліту Люфтваффе; люди, мотивовані авіацією, вони навчаються не лише для пілотування планерів, але й для їх побудови та підтримки. Ця рідкість планеризму в Сполучених Штатах частково пояснюється тим, що в жоден момент планерний рух не підтримувався державою, а також незацікавленням планерами армією.
Кронфелд через своє єврейське походження, емігрує до Англії в 1933 році і стає громадянином Великобританії в 1939 році; Під час Другої світової війни він служив у Королівських ВПС, де досяг звання майора та командира авіаційної групи. Мартін Шемпп виготовлятиме дерев’яні блоки для Мессершмітта, фон Кармана, який виїхав у Сполучені Штати, сприятиме в Caltech розвитку аерокосмічної  каліфорнійської галузі; Два представники Soaring Society of America, Баррінгер та Понт будуть залучені на найвищому рівні в Air Corp в програмі американського планера. Прототипам Боулуса для армії буде відмовлено.
У 1934 році в Радянському Союзі був побудований вантажний Groschew G-4, призначений для шести солдатів. Після успішного розгортання DFS 230, під час захоплення Ебен-Емеля 10 та 11 травня 1940 р. союзники (General Aircraft Hotspur у ВеликобританіЇ) та сили Осі (Maeda Ku-1 (en), в Японії і Caproni TM-2 в Італії) почали розвивати вантажні планери. Перша модель (Waco CG-3A) також була розроблена в Сполучених Штатах, які на той час все ще були нейтральними. Інші країни, такі як Швеція (AB Flygindustri Fi-3), Туреччина (THK-1), Австралія та Індія, ішли слідом, але не отримали значних результатів.
Загалом буде вироблено понад 3600 примірників військових планерів, які все ще будуть використані після війни для транспортування товарів в армію до 1957 року.
Лорн Велш, який навчився пілотувати планери у London Gliding Club, потрапляє в полон внаслідок Thousand-bomber raids, які побачили його літак, що впав. Направлений в Stalag Luft III, він брав участь у Великій втечі, за якою він здійснює Delousing break чергову спробу втечі. Коли він був посаджений в тюрму Колдіці, Cock вже будується, і Велш провів життєво важливі розрахунки обмеження. Для цього планера втечі довелося побудувати сотні нервюрів, головним чином з ліжкових рейок, а також з будь-яких інших шматочків деревини, які могли отримати військовополонені. Лонжерони крил були побудовані з дощок підлоги. Контрольні дроти були виготовлені з електричних кабелів, взятих з невикористаних частин замку. В'язничні бавовняні спальні мішки з білими і синіми квадратами  використовували для одягання планера, а просо з німецького раціону кип'ятили і використовували для ущільнення пор тканини. Війна закінчилася до побудови планера. Після війни слідами Кронфельда, Лорн Уелш двічі змусить планер пролетіти через Ла Манш: спочатку від Редхіла до Брюсселя за допомогою DFS 108 Weihe, потім у двомісному планері з Френком Ірвінгом.

## Післявоєнний період
Після війни планеризм у Німеччині знову був дозволений з 1951 року, але місцевість біля Рони вже не була ідеальною для планеризму через її близькість до німецького внутрішнього кордону. До цього додається прогрес, досягнутий для запусків, які стали можливими з будь-якого місця завдяки запуску з лебідки або за допомогою буксирування. Німецькі чемпіонати з планеризму, як наступник змагань Рони більше не пов'язані з певним місцем.
Після Першої світової війни тести на тривалість та висоту зникли з змагань. Зараз конкуренти змагаються за найкращий час по закритих схемах. Нові вимоги сприяють планерам, які можуть швидко літати, не псуючи кут планерування і здатні обертатися досить повільно, щоб залишатися у вузьких і слабких терміках. Таким чином, швидкість стала ключовою мірою конкурентої кваліфікації.
У 1951 році Росс-Джонсон RJ-5, побудований Харландом Россом і Діком Джонсоном, став одним з найвідоміших планерів, коли-небудь побудованих, Джонсон його пілотує на 535 миль (861 км), від Одеси, Техас до Саліни, штат Канзас, побивши попередній світовий рекорд 70 миль (113 км); Цей рекорд втримається 12 років, поки його не поб'є Альвін Х. Паркер на планері SISU 1A (IN). Альвін Х. Паркер встановлює світовий рекорд 784,14 км (487,26 миль) у 1963 році від Одеси до Великого Бенда, штат Канзас; наступного року він перевищує історичну планку 1000 км, пролетівши 1041,52 км (647,2 милі) від Одеси до Кімболу, штат Небраска; У 1969 році він побив власний світовий рекорд, пролетівши 922,59 км (573,3 милі) від Одеси до Блендінгу, штат Юта.
З 2 по 4 квітня 1952 р. Француз Шарль Атгер пролітає 56 годин і 15 хвилин над Альпілом, б'ючи світовий рекорд. Після цього FAI заборонив намагатися побити рекорд через небезпеку, під час цього тесту.
У Польщі Медаль Танського для планеризму була створена 4 листопада 1957 року, щоб відзначити 60-ту річницю перших планерних польотів польського піонера польоту, Чеслава Таньського. Перший стипендіат Пелагія Маявська, також одержувачка медалі Лілієнтала в 1960 році (з 1989 року була створена медаль Пелагія-Маявська, яка винагороджує жінок, які відзначилися їхніми досягненнями або помітною участю у галузі планеризму).

## Висхідні потоки, рушії рекордів висоти
Вітер, що дме проти лінії хребта, гори, гірського хребта чи навіть повітряна маса, може викликати хвилі, які утворюються за вітром за допомогою того самого гідравлічного механізму, який формує стоячі хвилі вниз за течією від каміння у неглибокій і швидкій воді. Зокрема, орографічні хвилі під дією вітру виникають коли вітер дме на гору зі швидкістю 25 вузлів (46 км/год). За умови постійного збільшення сили вітру з висотою без істотної зміни напрямку можуть утворюватися стоячі хвилі. Висхідний хвильовий потік був відкритий у 1933 році Вольфом Хіртом та одним із його учнів у Німеччині. Хоча він тоді не зрозумів цього явища, 25 жовтня 1938 року Беррінджер, ймовірно, здійснив перший політ у висхідному потоці в Сполучених Штатах, досягнувши висоти 9500 футів (2896 метрів) над гірським хребтом Президентський (гора Вашингтон), злетівши з аеродрому Північний Конвей ·  · . З 1940 році Джон С. Робінсон здійснює польоти, використовуючи орографічні хвилі, а 1 січня 1949 року він встановлює світовий рекорд набору висоти 7376 м (24200 футів), перелітаючи з Бішопа до Едвардса, Каліфорнія; на цьому ж маршруті в 1949 році він піднявся на висоту 10302 метри (33800 футів), встановивши абсолютний світовий рекорд висоти, за що отримав медаль Ліліенталя. Хвилі досягають висоти, набагато більшої за початкову перешкоду, і тому можуть дозволити планерам піднятися в стратосферу. Пілоти використовують додатковий кисень, щоб уникнути гіпоксії, оскільки більшість планерів не мають герметичних кабін. Цей підйом часто відзначається довгими нерухомими лінзоподібними хмарами, розташованими перпендикулярно вітру. Гірська хвиля була використана для встановлення рекорду найвищої висоти на планері, коли Джим Пейн і Тім Гарднер піднялися на висоту 22 657 метрів (74 334 фути) 2 вересня 2018 року над Ель-Калафате, в Аргентині, у спеціально розробленому Windward Performance Perlan II. Світовий рекорд дистанції в 3008 км (1869 сухопутних миль), встановлений Клаусом Ольманном 21 січня 2003 року, також був пройдений за допомогою гірських хвиль у Південній Америці.

## Історія матеріалів
Перші планери використовували дерево та тканину, як для літаків; сталь у формі трубчастої рами буде використовуватися в ранніх планерах. Алюміній буде повністю використаний у перших планерах Schweizer Aircraft у 1939 році; композитні матеріали, армовані скловолокном і вуглецевим волокном, будуть використовуватися після Другої світової війни. Перший повністю композиційний планер (скловолокно, армоване поліефірною смолою) був виготовлений Akaflieg Stuttgart у 1954 році (Akaflieg Stuttgart fs24 «Фенікс» здійснив свій перший політ 27 листопада 1957 року). Зміцнений волокном пластик (GFRP) можна використовувати в аматорському конструюванні, тоді як зовнішня оболонка покрита гелькоутом, який надає планеру кінцевої обробки. Звичайною смолою для конструкцій цього типу є вініловий естер. Деякі високоефективні планери використовують передові композити, комбінацію сендвіч епоксидних/вуглецевих/арамідних матеріалів. Епоксидні композити, зміцнені вуглецем і арамідом, мають меншу густину, ніж армовані скловолокном.